# Carança
Vous lisez un « article de qualité » labellisé en 2016.
La Carança ou Carançà est une rivière de montagne des Pyrénées, dans le département français des Pyrénées-Orientales. Affluent de la rive droite du fleuve Têt, la Carança s'écoule du sud vers le nord sur quinze kilomètres pour 1 700 m de dénivelé. Après avoir recueilli l'eau de plusieurs cirques glaciaires, la Carança voit sa vallée se rétrécir jusqu'à devenir un canyon appelé gorges de la Carança.
La configuration de sa vallée, peu accessible sinon par les gorges et des cols d'altitude sans accès routier, en fait un lieu sauvage prisé des randonneurs et des pêcheurs, ainsi qu'une réserve de faune protégée. Elle offre des habitats naturels variés (lacs et zones humides en altitude, éboulis, forêts, falaises, prairies, pelouses) préservés en raison de la rareté des activités humaines en ces endroits.
Mis à part le village de Thuès-Entre-Valls situé près de la confluence, la vallée de la Carança dispose de très peu d'infrastructures. Un refuge gardé l'été et ravitaillé par hélicoptère permet cependant aux marcheurs de visiter la vallée et héberge des gardiens de troupeaux.
Les bois de la partie basse de la vallée ont été exploités au Moyen Âge, dès l'époque carolingienne. L'élevage a longtemps été une activité humaine importante dans les hautes vallées. Mais la difficulté d'accès et les conditions météorologiques difficiles ont freiné le développement, malgré plusieurs projets de mines ou de barrages. Selon les croyances des habitants des environs, la Carança était peuplée de sorcières, de truites ensorcelées, de démons pouvant provoquer des orages cataclysmiques. Cette funeste réputation s'est améliorée au cours du XXe siècle avec le développement du tourisme et la disparition des anciennes croyances populaires. Les gorges de la rivière sont un lieu touristique cité par de nombreux guides.

## Géographie

### Localisation
La Carança traverse trois communes, de l'amont vers l'aval : Fontpédrouse (source), Nyer, Thuès-Entre-Valls (confluence). Elle prend donc source et conflue dans le même canton des Pyrénées catalanes, au sein de l'arrondissement de Prades dans le département des Pyrénées-Orientales.
Les bassins versants voisins sont ceux de la Têt, au nord-ouest, nord et nord-est, de la rivière de Mantet à l'est et de son affluent l'Alemany au sud-est, du Freser dans le bassin versant du Ter au sud, de la Riberola à l'ouest, du torrent de la Valleta au sud-ouest.

### Description
Issue de l'estany Negre, à 2 505 m d'altitude, la Carança recueille les eaux de larges cirques et vallées glaciaires avant de couler dans une vallée de plus en plus encaissée puis de se jeter, après des gorges, dans la Têt à Thuès-Entre-Valls, à une altitude de 810 m. Sa longueur est de 15,3 km. La superficie du bassin versant est d'environ 43,2 km2. Il a une forme d'entonnoir orienté vers le nord.
La partie amont du bassin versant de la Carança est constituée de trois principales vallées glaciaires. D'est en ouest, on trouve la haute vallée de la Carança à proprement parler, doublée de la Coma d'Infern (parfois francisée en Coume d'Enfer) plus petite, puis la Coma Mitjana et la Coma dels Bacivers (ou Coume de Bassibès). Ces hautes vallées sont entourées de sommets dépassant 2 700 m et parfois 2 800 m : les pic de Coma Mitjana (2 732 m) et pic de dalt de Coma Mitjana (2 753 m) entre la coma d'Infern et la coma Mitjana, pic dels Bacivers de Prats (2 845 m) et cap de Xauxes (2 649 m) entre la coma Mitjana et la coma dels Bacivers. Ces cirques et vallées sont parsemés de moraines et de plusieurs lacs.

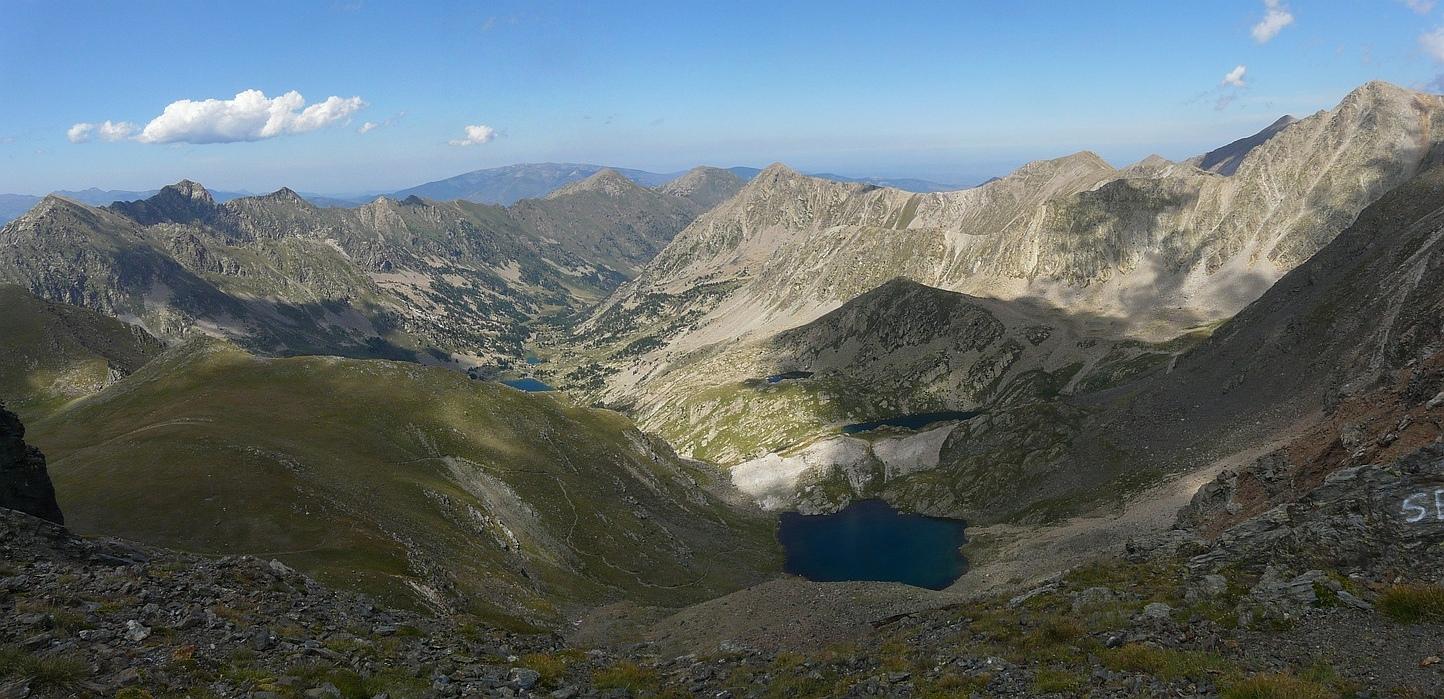
Haute vallée. Au premier plan, l’estany Blau.
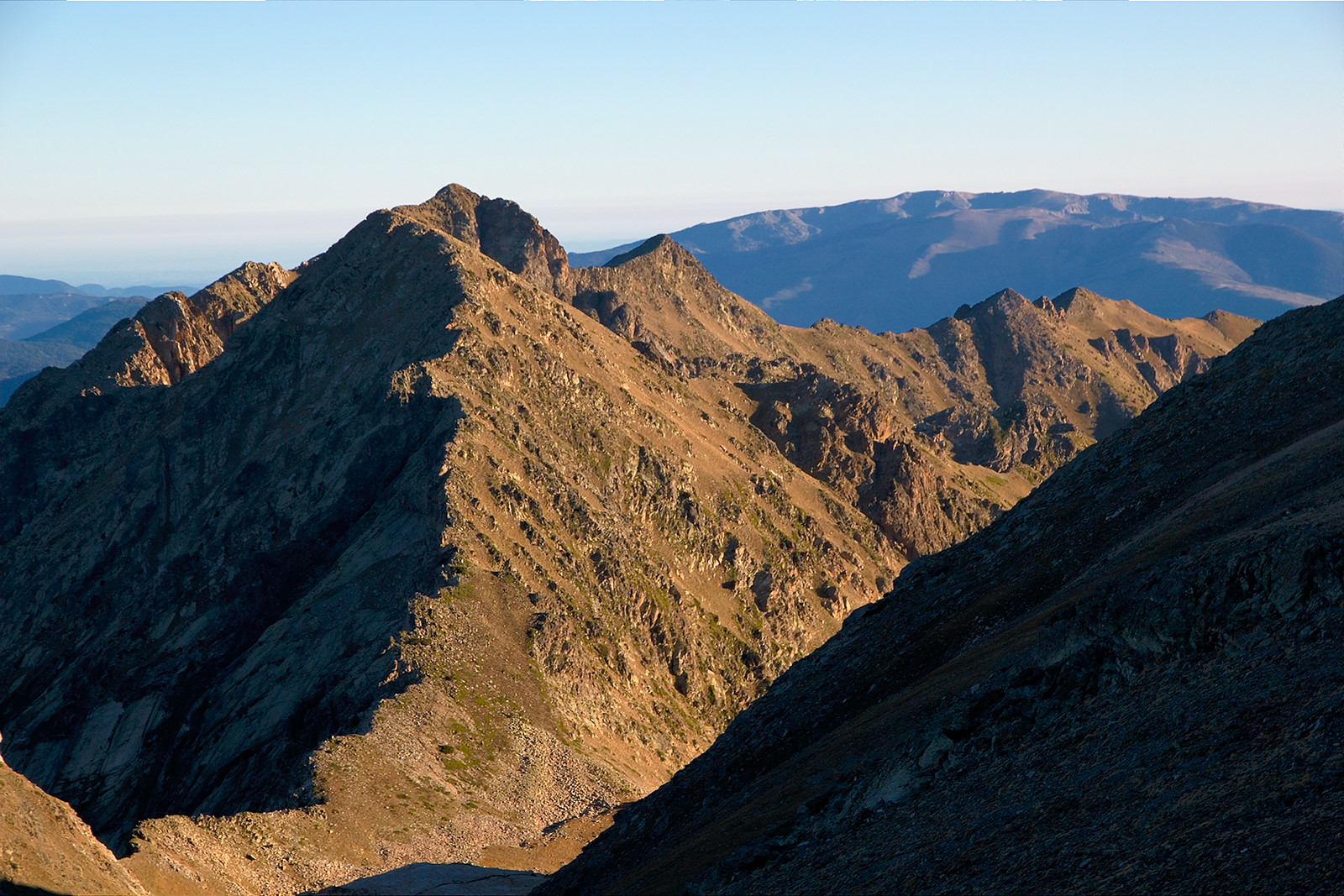
Vue de la fossa del Gegant depuis le pic du même nom. À gauche, le pas dels porcs puis le pic de Racó Gros.

Au sud la ligne de partage des eaux suit la frontière entre l'Espagne et la France avec, d'ouest en est : le pic de la Fossa del Gegant (2 799 m) dominant le cirque appelé la fossa del Gegant, le coll de Nou Creus, le coll de la Vaca (ou coll de Carançà), les pics de la Vaca (2 821 m), le pic de l'Infern (2 869 m) légèrement à l'intérieur de la vallée, le coll de la Coma Mitjana (2 704 m), le pic del Gegant (2 881 m), le coll del Gegant (2 607 m) pour finir à proximité du pic de la Dona (2 702 m).
Toute cette partie du bassin versant fait partie de la commune de Fontpédrouse, jusqu'au lieu-dit Pedra Dreta (altitude : 1 660 m) où la Carança reçoit en rive droite le còrrec dels Clots. Ce lieu forme un tripoint entre les communes de Fontpédrouse, Nyer et Thuès-Entre-Valls. À partir de là, le cours de la Carança marque la limite entre Nyer, rive droite, et Thuès-Entre-Valls. La vallée devient de plus en plus étroite et sinueuse. Administrativement, elle finit par appartenir uniquement à Thuès-entre-Valls et entre dans des gorges particulièrement étroites et escarpées,. Le cours de la Carança cesse d'être la limite entre Thuès-Entre-Valls et Nyer au point de latitude 42°30'16", où la limite trace un trait droit à cette latitude, vers l'est, jusqu'à la prochaine crête.
Depuis le pic de la Fossa del Gegant la ligne de partage des eaux descend jusqu'à un col appelé pas dels Porcs ou pas del Porc (2 565 m) et poursuit vers le nord par le pic de Racó Gros (2 779 m) qui domine un petit cirque appelé Racó Gros, puis le pic de Racó Petit (2 785 m) et pic de Monellet (2 727 m) délimitant le Racó Petit, atteint le puig Rodon (2 677 m) avant de descendre vers le coll Mitjà (2 367 m), principale voie d'accès rive gauche. Ensuite, seul le puig Gallinàs (2 624 m) dépasse les 2 600 m.
Rive droite, les sommets sont moins hauts et peu sont nommés. Le point le plus haut est à 2 685 m d'altitude à la frontière espagnole, puis la ligne de partage des eaux part vers le nord, suit la serra Gallinera, en forme d'arc de cercle, qui culmine à 2 683 m, atteint le pic de Sella Gallinera (2 663 m), descend progressivement jusqu'au coll del Pal (2 295 m), poursuit vers le nord en zigzaguant par le puig de Ribes Blanques (2 445 m), le puig de la Costa Llisa (2 326 m), le roc dels Cimbells (2 272 m), où elle se dirige vers le nord-ouest pour rejoindre la confluence.

### Géologie

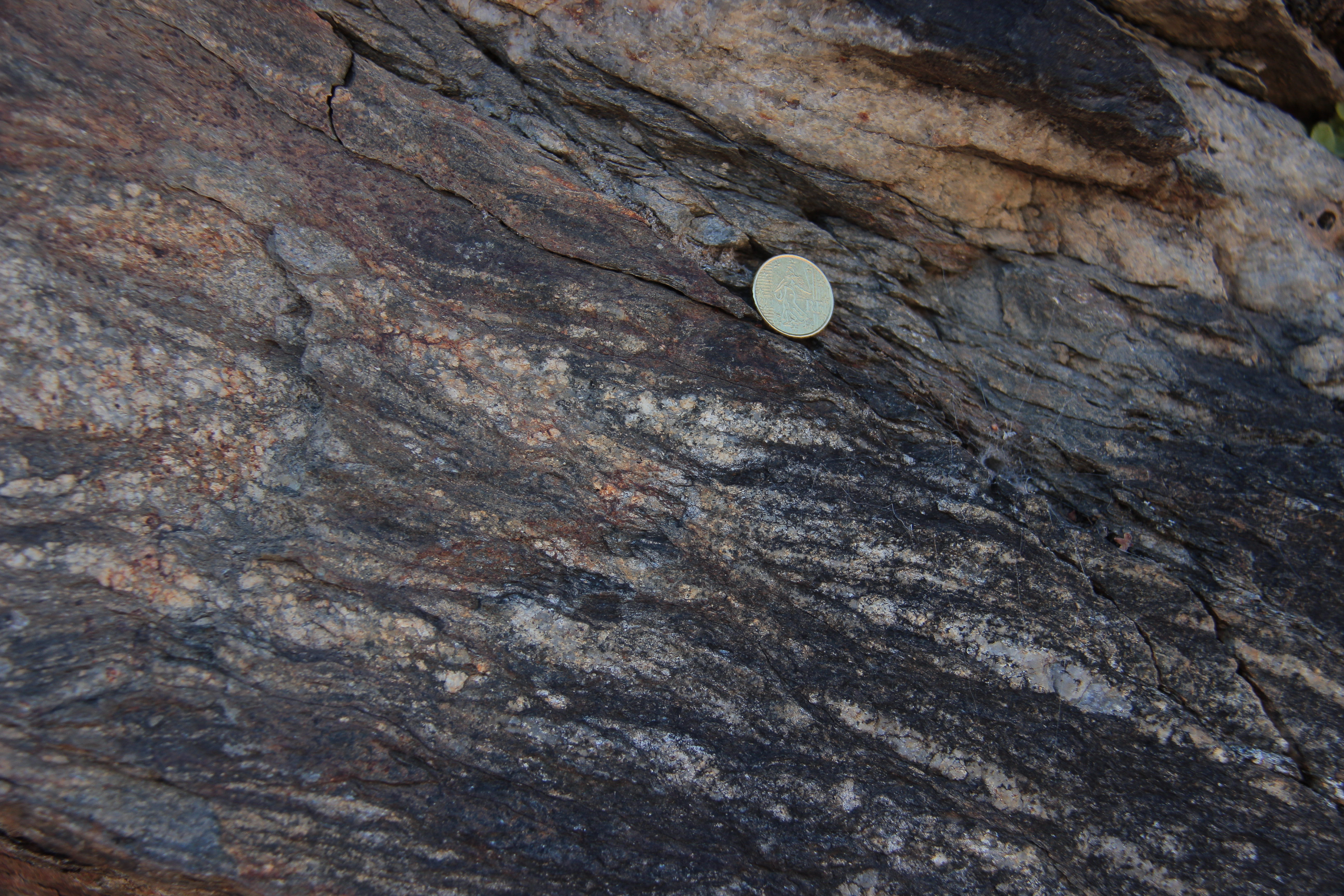
Migmatite dans les gorges.

Les géologues nomment massif du Canigou-Carança la zone comprenant le massif du Canigou et les versants nord des Pyrénées jusqu'à Eyne ; il s'agit d'un massif (ou de deux massifs) paléozoïque. Le Bureau de recherches géologiques et minières (BRGM) regroupe ces deux massifs et celui du Puigmal dans un même ensemble litho-tectonique.
Le sol de la vallée de la Carança est essentiellement constitué de gneiss. Pour les hautes vallées glaciaires, il s'agit d'un gneiss G1 œillé dit de type « Carança » avec un taux de SiO2 compris entre 70 et 77 %. Plus en aval jusqu'aux gorges, il laisse la place à un gneiss dont le taux est entre 66 % et 70 % qui provient d'un granite précambrien.
Les larges vallées situées en amont sont des cirques glaciaires parsemés de moraines. Les gorges ont été percées aux Néogène et Quaternaire dans des roches métamorphiques du primaire par l'érosion due à la rivière. Tout en aval, une importante terrasse de Riss est visible près du confluent. Pour le BRGM, le site classé des gorges de la Carança est de « fort intérêt » des points de vue géomorphologique et tectonique.

### Organisme gestionnaire
La Têt et son bassin versant sont gérés par le SMBVT ou Syndicat mixte du bassin versant de la Têt, né en 2008, et sis à Perpignan.

## Hydrographie
La base de données du Service d'administration nationale des données et référentiels sur l'eau (SANDRE) référence un seul affluent de la Carança, le torrent el Roig (rive gauche), long de 2,2 km, sur la seule commune de Thuès-Entre-Valls. Son rang de Strahler est donc de deux.

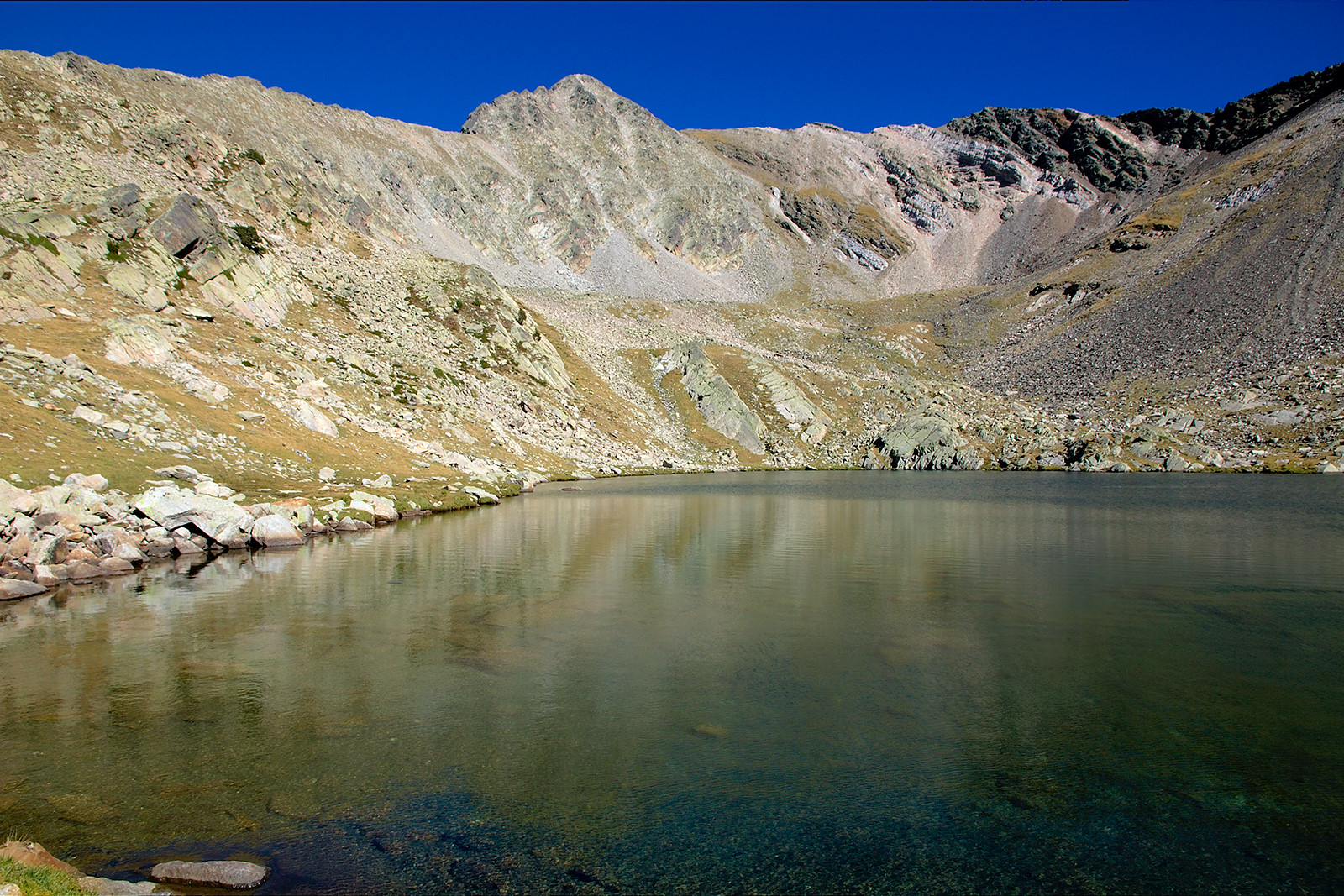
Estany Negre de la Carançà avec au fond le pic d'Infern.

Cependant les cartes de l'Institut national de l'information géographique et forestière (IGN) français et de l’Institut Cartogràfic i Geològic de Catalunya (ICGC) catalan en font apparaître plusieurs. Pour ceux qui sont nommés, on trouve, d'amont en aval :
Sur la carte topographique ICGC :
- Coma de l'Infern (rive droite — rd —, altitude du confluent : 2 249 m) ;
- Racó Gros (rive gauche — rg —, 2 245 m) ;
- Racó Petit (rg, 2 190 m) ;
- Coma Mitjana (rd, 2 130 m).

Puis plus en aval, sur celles de l'IGN :
- Còrrec dels Clots (rd, 1 617 m) ;
- Còrrec de Ribes Blanques (rd, 1 523 m) ;
- Còrrec de les Torres ou Còrrec de la Balmera (rg, 1 385 m) ;
- Còrrec dels Alabarders (rd, 1 315 m) ;
- Còrrec de Borgunyà (rd, 1 175 m) ;
- Torrent Roig (rg, 1 151 m) ;
- Còrrec de la Guilla (rd, 1 022 m) ;
- Còrec del Camp del Bosc (rd, 1 010 m) ;
- Còrrec del Bosc d'en Roig (rd, 989 m).

Les cirques glaciaires d'altitude sont parsemés de lacs, appelés estanys ou étangs : l'estany Blau (ou étang Bleu, à 2 583 m d'altitude), l’estany Negre (étang Noir, source de la Carança, 2 505 m), l’estany de Carançà ou estany de les Truites (2 264 m, 24 m de profondeur, le plus grand, 4,8 ha) puis un autre estany Blau (2 250 m), la Basseta (2 241 m) ; les estanys de la Coma d'Infern (au-delà de 2 250 m), l’estanyol de la Coma Mitjana (2 500 m), l’estany dels Bacivers (2 610 m) situés respectivement dans les comes du même nom.
Outre les lacs, les fonds des vallées glaciaires sont parsemés de nombreuses zones humides. La Carança, dans le bas de la coma principale, connait plusieurs cascades.

## Hydrologie
La pluviométrie annuelle moyenne sur le bassin versant est de 1 000 mm/an, avec une augmentation des précipitations moyennes avec l'altitude. Le module sur le bassin versant est de 820 l/s pour 19,8 l/s/km2 de débit spécifique au niveau du barrage des gorges. Le débit réservé à la prise d'eau est de 82 l/s soit 10 % du module.
Le régime hydrologique de la rivière est nival ; le débit maximal mensuel au niveau des gorges est atteint en juin avec près de 2,2 m3/s de moyenne sur ce mois, suivi de mai (environ 1,9 m3/s) et, dans une moindre mesure, de juillet (environ 1,2 m3/s) lorsque la fonte des neiges alimente le cours d'eau. Les neuf autres mois ont des débits moyens très proches les uns des autres, aux alentours de 0,5 m3/s.

## Toponymie
Pour un article plus général, voir Toponymie des Pyrénées-Orientales.
L'hydronyme Carança est emprunté au catalan Carançà (prononcé [kəɾənˈsa]), qui apparaît dans des textes médiévaux (latin) dès 961 sous la forme Karançano, puis Karançanum au XIe siècle, et, du XIIIe au XIVe siècle écrit Cherançà, Querensa (catalan). On trouve encore Querensa mais aussi Carensa au XVIIe siècle.
Si le mot dérive sans doute du mot roman Quer, issu d'une base pré-latine Kar très répandue pour désigner des rochers, la deuxième partie du nom est plus problématique, car unique dans la région. Le Karançano écrit en 961 désigne une propriété agricole d'époque carolingienne dont le nom est calqué sur le nom gallo-romain Carantius ou Carentius, mais elle dérive d'une forme plus ancienne désignant non pas la rivière mais probablement un lieu-dit, peut-être les gorges.
Les noms anciens de la plupart des cours d'eau des Pyrénées-Orientales ont été perdus puis ont été renommés d'après un autre lieu, souvent sous la forme riu de... (rivière de...). Ici, le domaine a donné son nom à l'estany (lac), au ras (lieu plat), à la vall (vallée), au coll (col), aux gorges de Carançà et à la rivière. Le genre grammatical d'un cours d'eau est déterminé par  le terme générique utilisé pour le désigner. Par exemple el riu (la rivière, nom masculin en catalan) a donné el riu de Querol puis el Querol (le Carol en français), nom également masculin. Pour Carança, le Nomenclàtor toponímic de la Catalunya del Nord recommande, en français comme en catalan, torrent de Carançà (masculin) alors que l'Enciclopedia catalana parle de riu de Carançà, en utilisant parfois la ribera. L'ICGC catalan ne nomme pas la rivière de Carançà sur sa carte, contrairement à ses voisines, mais uniquement la vall de Carançà. La carte d'état-major (1880) indique « Lac de Carança » et « Riv. de Carança ». Le nom de la rivière sans terme générique est féminin : on dit la Carançà, nom utilisé en 2020 par les organismes français IGN et SANDRE.
Le haut de la vallée est peuplé de noms hostiles ou légendaires : la fossa del Gegant signifie la fosse du Géant en catalan. Coma d'Infern veut dire combe d'Enfer. Quant au mot Xauxes, il désigne de façon ironique un lieu isolé, comme le français Cocagne. Même le pic de la Dona, qui siginife littéralement « pic de la Dame », désigne plutôt le pic d'une fée ou d'une sorcière.
La pedra Dreta située au carrefour des sentiers désignait une pierre plantée, que ce soit un menhir disparu ou une pierre servant de borne.
Passées les peurs de l'altitude, les toponymes se font descriptifs : l'adjectif mitjà et son féminin mitjana signifient « du milieu », le puig Rodon est le sommet « rond », Racó signifie « coin » ou « recoin ». On trouve aussi de nombreux noms de lieux liés à l'élevage, y compris en altitude : porc, vaca (vache), anyell (agneau) et baciver (troupeau de juments ou brebis stériles élevées pour la fumure). Le terme jassa ou jaça, parfois francisé en « jasse » désigne un lieu où étaient parqués les troupeaux. On en trouve plusieurs dans la vallée de la Carança : jaça dels Burros (jasse des Ânes), jaça dels Clots, jaça de Ribes Blanques.

## Voies d'accès et équipement
| \| Thuès-Entre-Valls Prats Balaguer Coll Mitjà Refuge du Ras Abri de la Balmera Refuge de Dona Pa Coll del Pal Pas dels Porcs Barrage \| Répartition des principaux lieux cités dans cette section. |
| Thuès-Entre-Valls Prats Balaguer Coll Mitjà Refuge du Ras Abri de la Balmera Refuge de Dona Pa Coll del Pal Pas dels Porcs Barrage                                                                  |

Le village de Thuès-Entre-Valls se trouve au confluent de la Carança et de la Têt. Au-delà, en amont, les seuls équipements sont ceux dédiés à la randonnée et à l'élevage, à l'exception d'un petit barrage et d'une prise d'eau destinés à alimenter une centrale hydroélectrique.
Le confluent de la rivière avec la Têt se trouve tout proche de la route nationale 116. L'accès aux gorges est facilité par une aire d'accueil composée d'un parking payant goudronné et d'une zone de pique-nique. Le confluent est également accessible en train via la ligne de Cerdagne (« train jaune ») et la gare de Thuès-Carança.

### Barrage et prise d'eau
Un petit barrage retient l'eau de la Carança, dans les gorges, à l'altitude de 1 004 m. Il mesure 2,8 m de haut et est muni d'une prise d'eau qui permet d'alimenter la centrale hydroélectrique de Thuès, située au bord de la Têt, légèrement en amont du confluent entre la Carança et la Têt.

### Sentiers
Au-delà du village Thuès-entre-Valls, aucun accès n'est possible en automobile mais quelques sentiers de randonnée sont balisés.
Deux sentiers balisés permettent, depuis le parking, de rejoindre à pied le lieu-dit Pedra Dreta. Le premier permet de traverser les gorges de la Carança et remonte la vallée en suivant de près la rivière. Il est équipé de passerelles, de ponts de singes et de chemins creusés à flanc de falaise. Un autre emprunte le chemin suivi par les troupeaux (Camí Ramader), rive gauche, en suivant les lignes de crête ou le flanc des montagnes. À la Pedra Dreta les sentiers se rejoignent et suivent le cours de la rivière jusqu'à sa source.

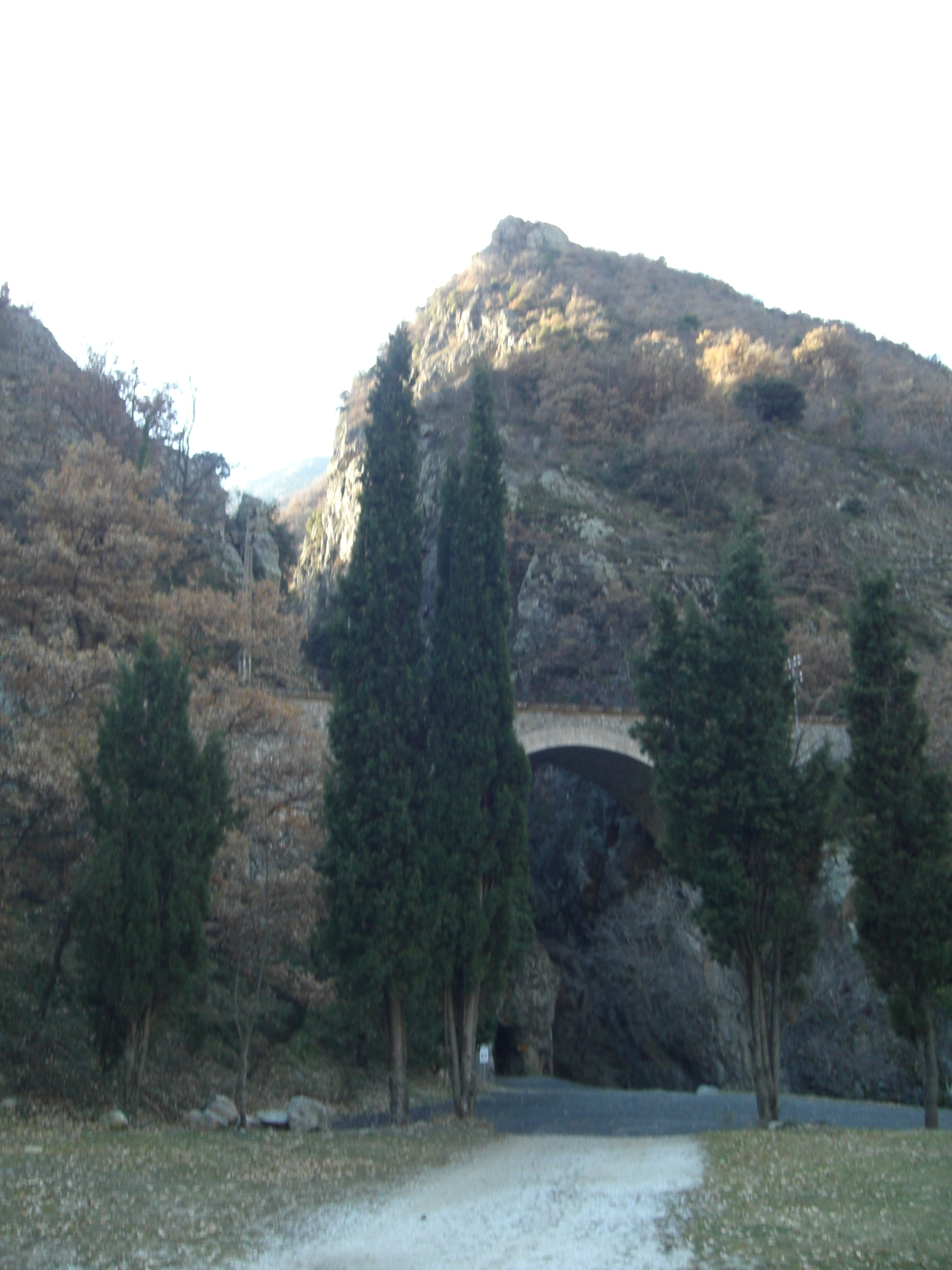
Entrée des gorges, derrière un pont ferroviaire.
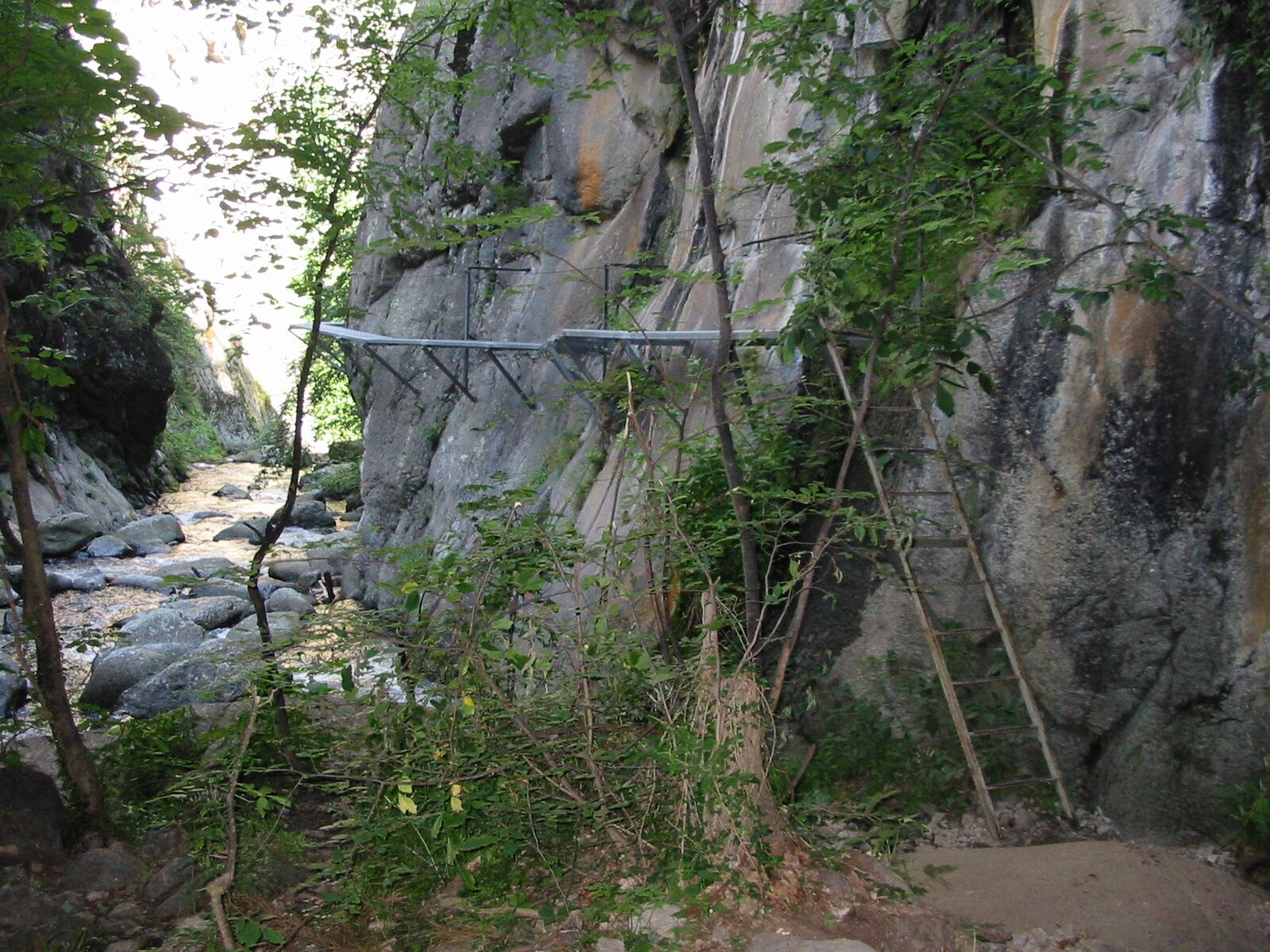
Sentier dans les gorges.
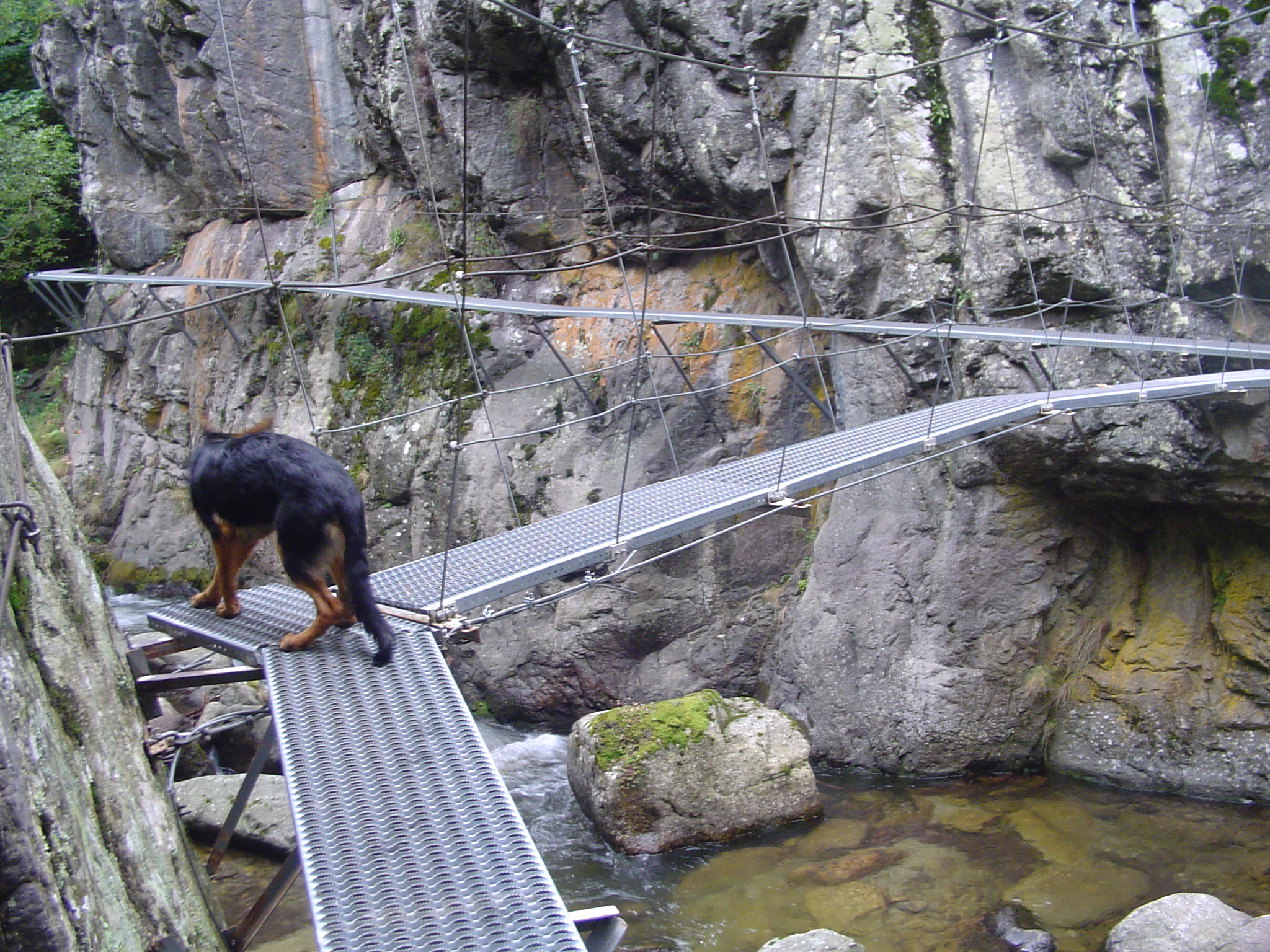
Autre vue des installations.

Légèrement en amont de la Pedra Dreta la vallée connaît des abords moins escarpés. C'est là qu'elle est traversée par le GR 10/GR 36, qui coupe le sentier précédemment cité au Ras de la Carançà. Ce sentier permet de rejoindre les vallées voisines dont celle de la Riberola, à l'ouest par le coll Mitjà (2 367 m) vers Fontpédrouse, à l'est par le coll del Pal (2 295 m) vers Nyer. Il est également possible de remonter toute la vallée de la Riberola pour rejoindre la haute vallée de la Carança, mais le passage entre les deux vallées, le pas del Porc, est encombré d'éboulis et plus difficile à franchir.
Les hauts sommets séparant la vallée de l'Espagne sont parcourus par un autre sentier balisé passant par d'autres vallées : le camí de Núria, ancien chemin reliant Prats Balaguer au sanctuaire de Núria, en Catalogne espagnole. Sur les crêtes ce chemin est balisé par le GR 11 espagnol.
La remontée du cours de la Carança du confluent à la source demande environ une journée de marche. Pour rejoindre le carrefour du Ras de la Carançà, il faut compter environ quatre heures et demie de marche depuis le confluent en passant par les gorges. Depuis le parking près de la retenue d'eau de Fontpédrouse en passant par le coll Mitjà, le trajet fait trois heures et demie, de même que depuis Mantet par le coll del Pal selon l'association Chemins de Pyrène. Depuis Prats Balaguer, Georges Véron compte 2 h 45 de marche à pied pour arriver au coll Mitjà et une heure supplémentaire pour la descente jusqu'au refuge du Ras. Selon lui, la remontée de la vallée jusqu'au refuge prend 3 h 30. Son Guide rando propose également une boucle partant du refuge, remontant la coma de Bassibès jusqu'à la frontière avec redescente par la vallée de la Carança en  8 h de marche.

### Refuges et cabanes

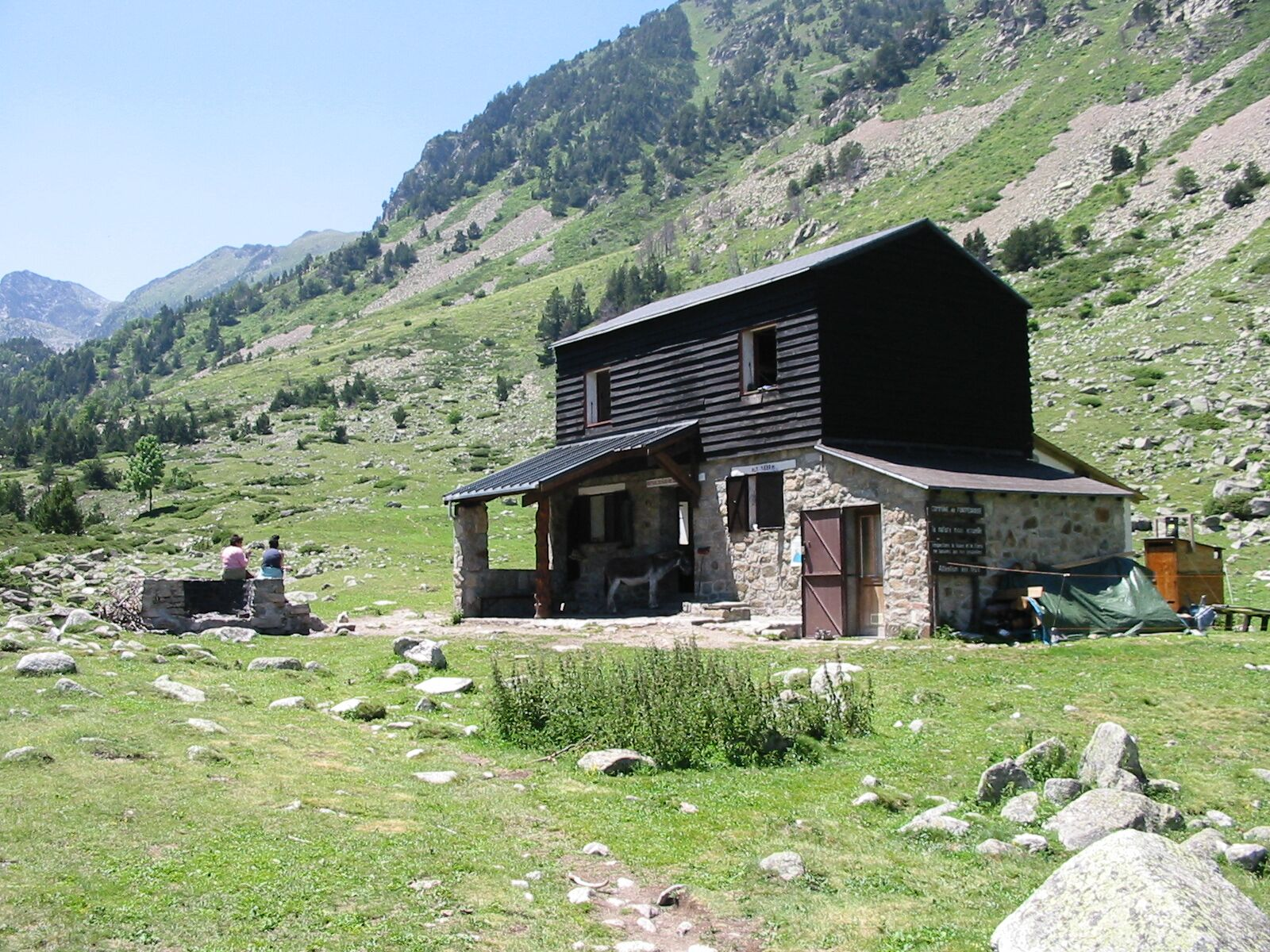
Refuge du Ras de la Carança, situé dans la haute vallée.

Outre les sentiers balisés, les autres équipements de la vallée sont des refuges et abris bâtis pour les bergers et randonneurs.
Le Camí Ramader compte un refuge appelé refuge de Dona Pa, sur une ligne de crête à 1 660 m d'altitude. Le sentier passant par les gorges est muni de l'abri de la Balmera (ou de la Balmère) près de la rivière à 1 450 m.
Au croisement des sentiers remontant la vallée et des GR est établi le principal refuge de la vallée, appelé refuge du Ras de la Carança, ou simplement refuge de la Carança (1 830 m). Il s'agit d'un refuge gardé de mai à septembre d'une capacité de 22 couchages dans un dortoir. En dehors de la période d'été, une partie du refuge reste ouverte pour les randonneurs. Il occupe les environs d'une ancienne cabane de berger, appelée cova del Ras. Plus haut dans la vallée près de la Basse on croise deux cabanes, appelées Cova de la Bassa et Cabane des Ingénieurs, puis deux autres cabanes à proximité de l'Estany de Carança, légèrement au-delà de 2 300 m d'altitude.
À l'entrée de la Coma dels Bacivers se trouve également un abri, à une altitude de 1 970 m. Au centre de la coma Mitjana se trouve la cabane dite de Matutano.

## Écologie et protection

### Flore et milieux
La zone hydrographique dans laquelle le SANDRE inclut la Carança (« La Têt du ravin de Torrens inclus à la rivière de Mantet » (Y041)) est composée à 90,80 % de « forêts et milieux semi-naturels », à 6,99 % de « territoires agricoles », à 0,76 % de « territoires artificialisés » à 0,70 % de « surfaces en eau », à 0,60 % de « zones humides ». La vallée est également incluse dans une zone Natura 2000 (« Puigmal-Carança ») qui est composée de 41 % de forêts, 30 % de prairies et pelouses, 20 % de landes, broussailles et garrigues, 7 % de rochers et éboulis, 1 % de marais et 1 % d'autres types de terrains, y compris les zones urbanisées. Les gorges de la Carança marquent la limite entre deux forêts domaniales : la forêt de Campilles, rive gauche, et celle d'Entre-Valls.
Le Livre rouge de la flore menacée en France mentionne trois espèces présentes dans la vallée de la Carança : l'Alysson à feuilles en coin (Alyssum cuneifolium) et la Xatardie rude (Xatardia scabra) dans la haute vallée, Pédiculaire fausse-asperge (Pedicularis asparagoides, également présent dans le Canigou et les Albères).

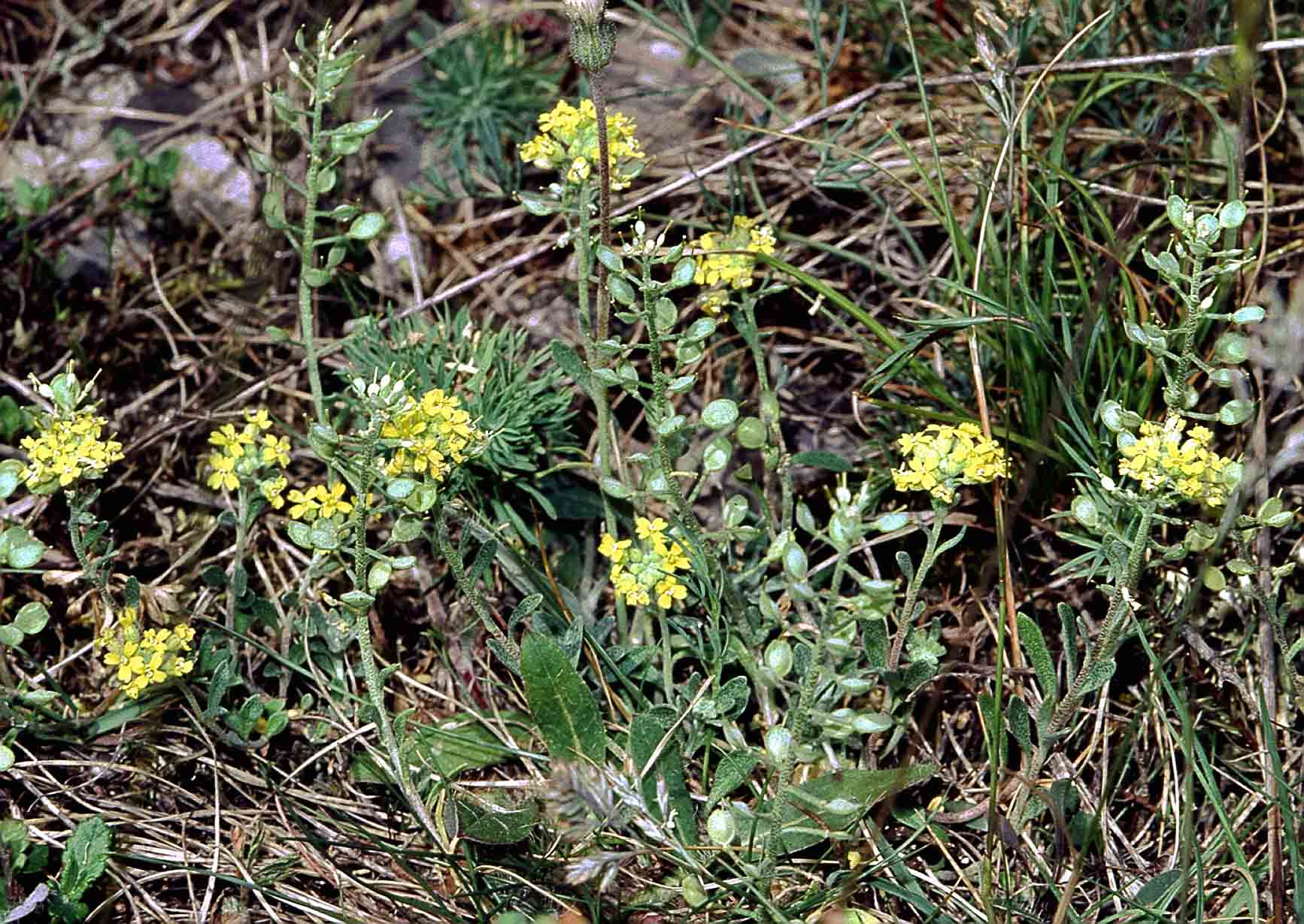
Alyssum
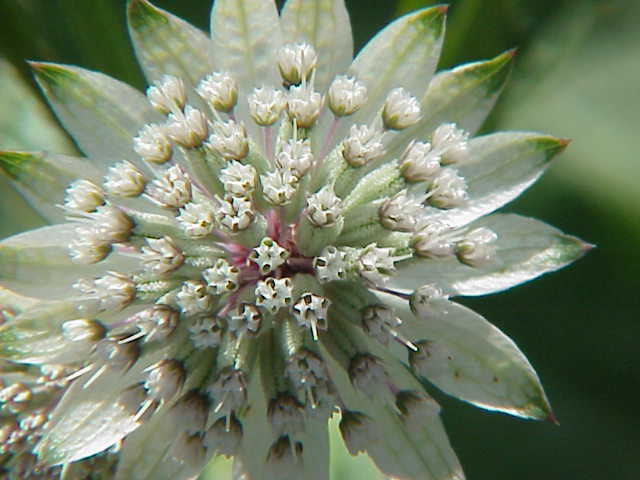
Apiaceae famille de la Xatardie
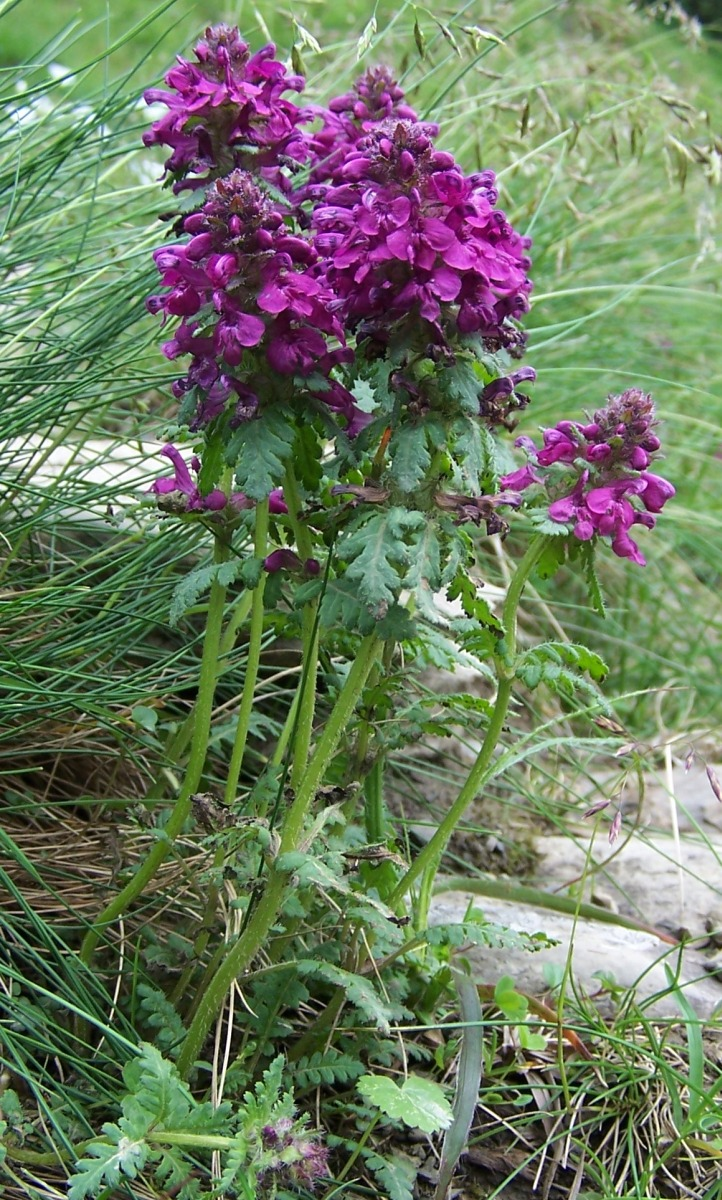
Pédiculaire verticillée
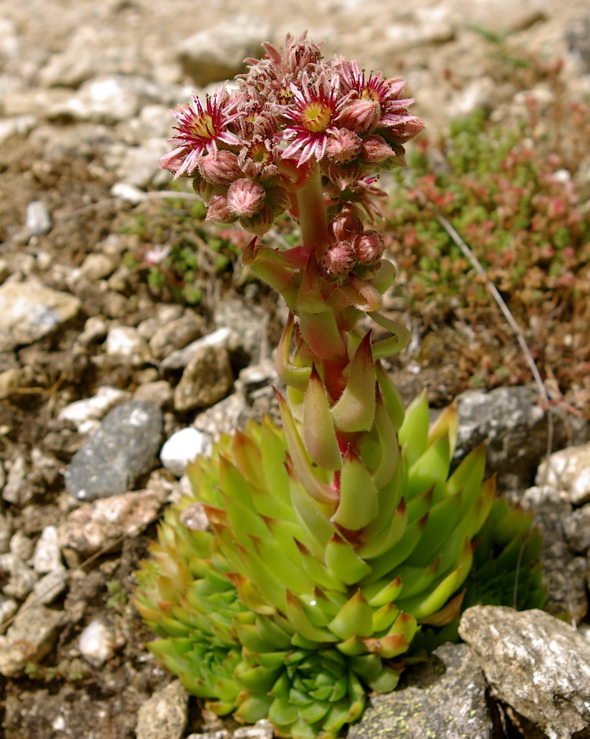
Joubarbe des montagnes vue en 2008 en Carença

### Faune
Les espèces d'oiseaux citées au titre de Natura 2000 sont le Gypaète barbu, l'Aigle royal, le Faucon pèlerin, le grand Tétras, le Hibou grand-duc, la Nyctale de Tengmalm, le Pic noir, le Crave à bec rouge, le Lagopède alpin (Lagopus mutus pyrenaicus) et la Perdrix grise (Perdix perdix hispaniensis), qui sont résidentes, ainsi que l'Alouette lulu, le Pipit rousseline, le Pie-grièche écorcheur, le Bruant ortolan, le Circaète Jean-le-Blanc, l'Aigle botté, le Pluvier guignard, l'Engoulevent d'Europe, la Bondrée apivore, espèces migratrices qui se reproduisent sur ce site.

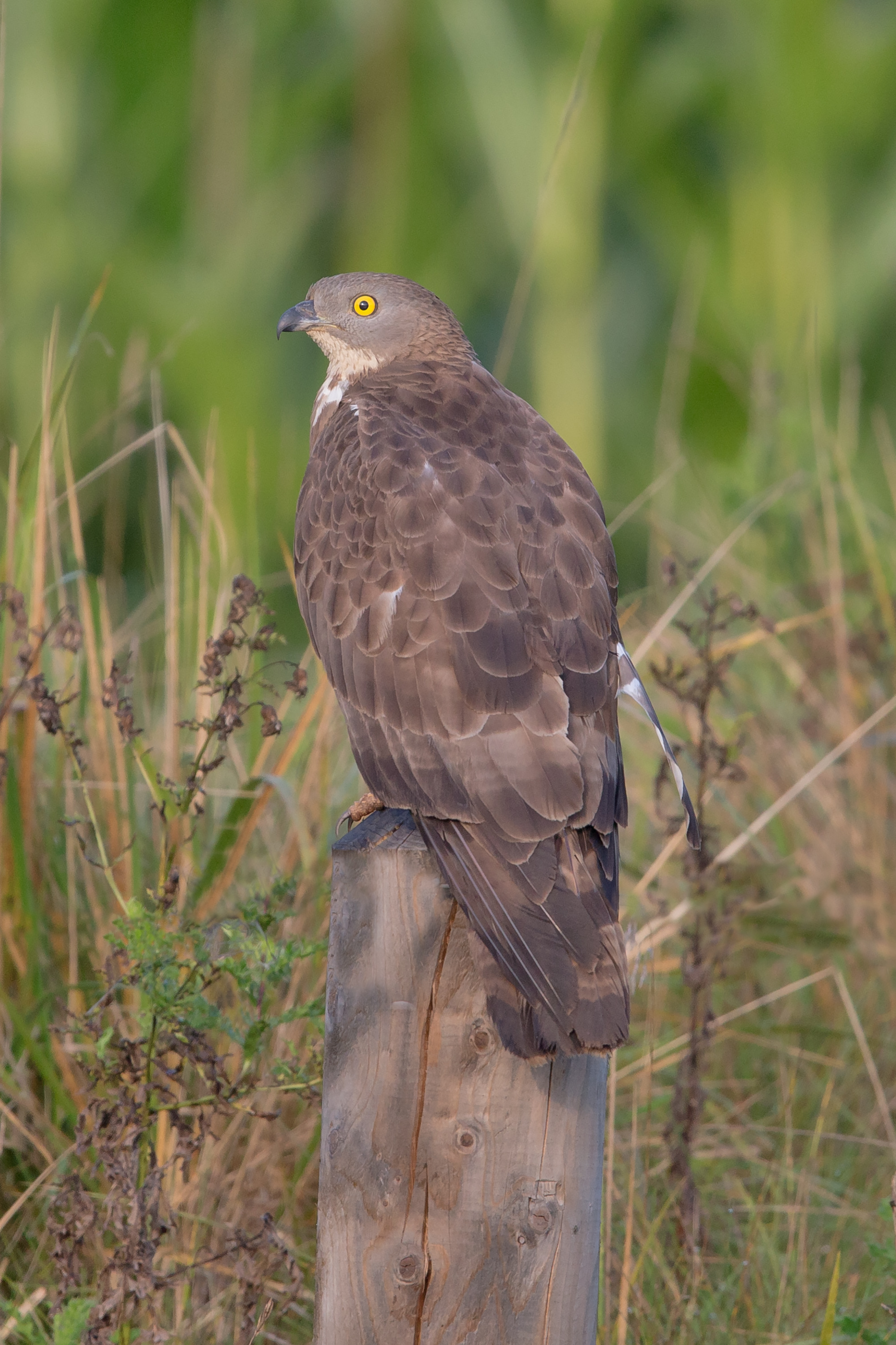
Bondrée apivore (Pernis apivorus)
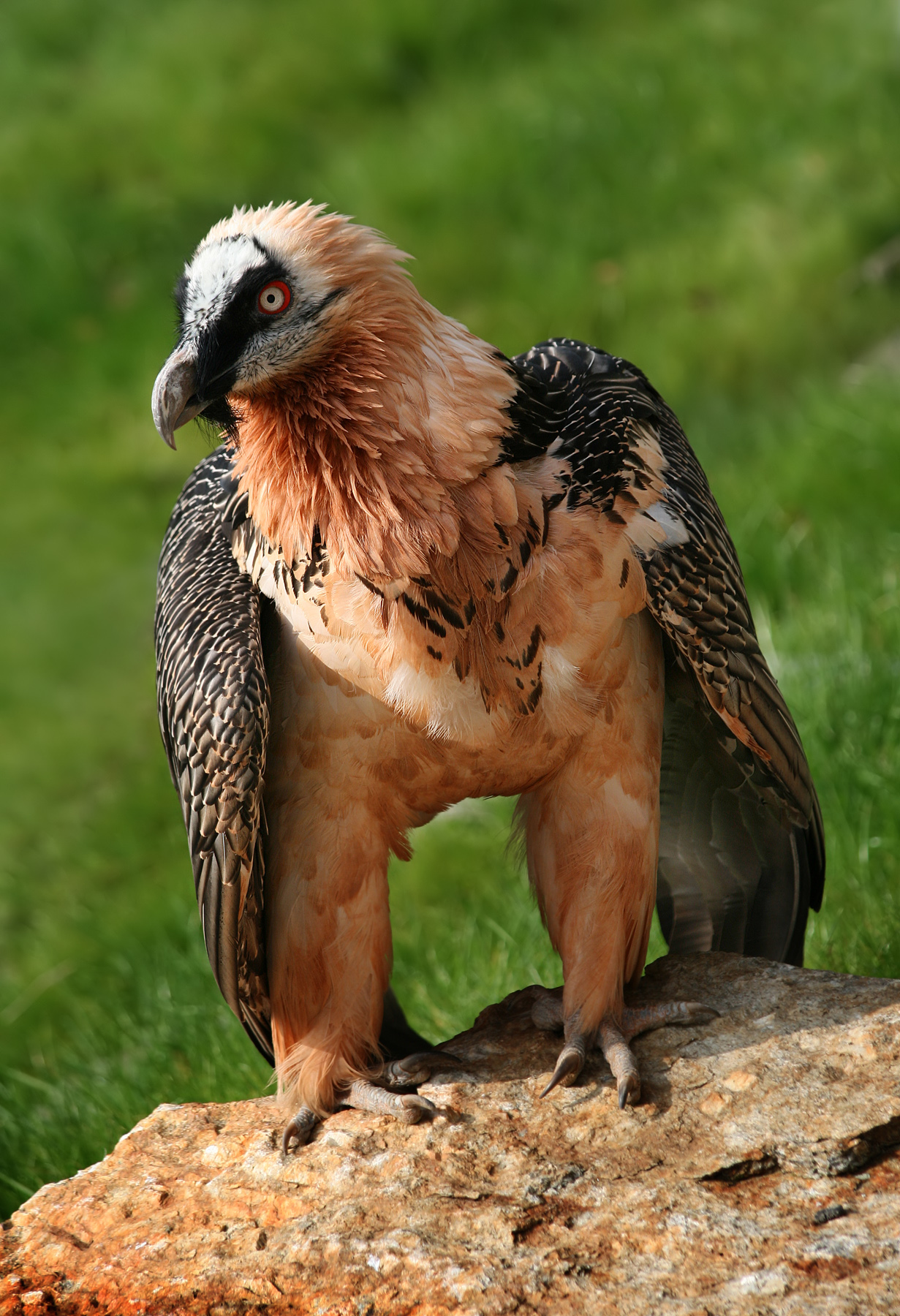
Gypaète barbu (Gypaetus barbatus)
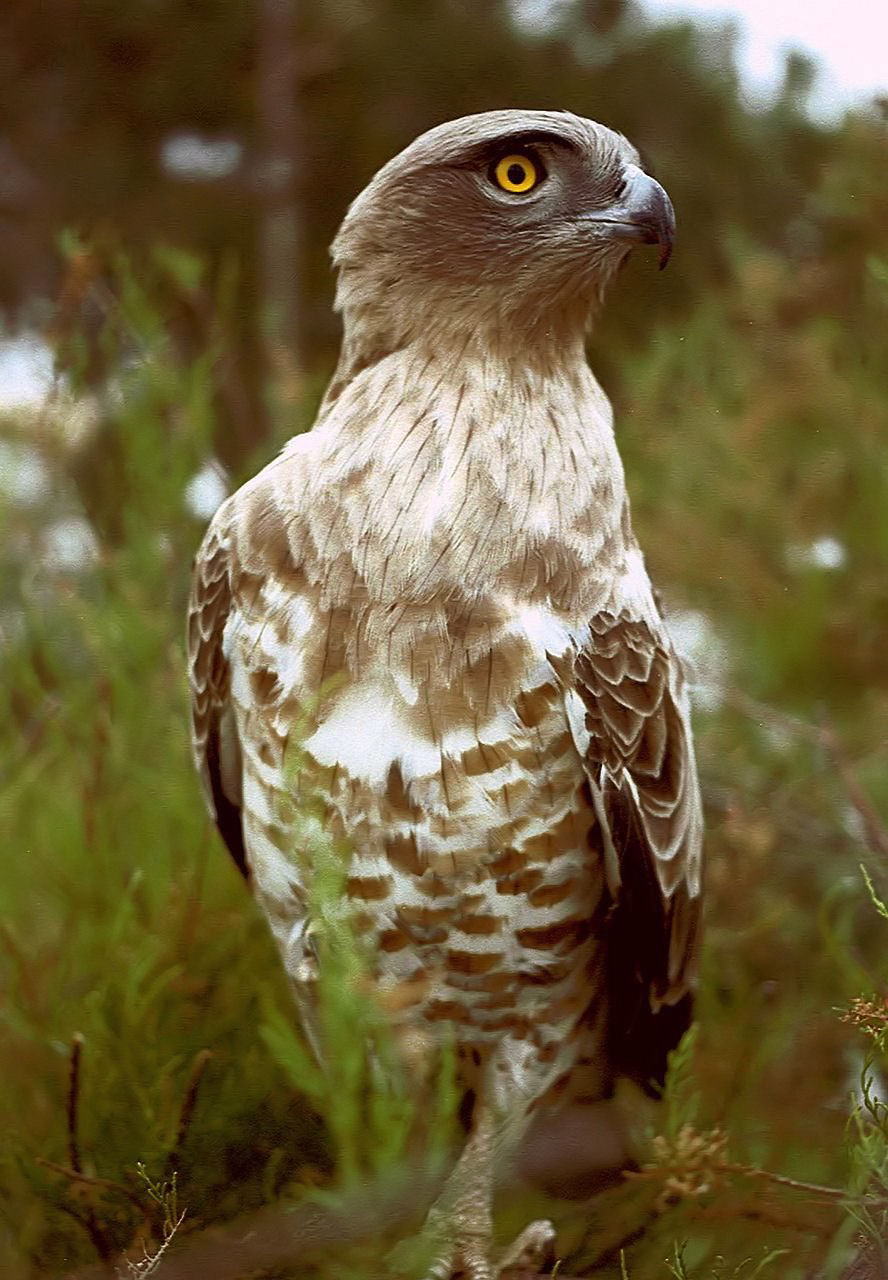
Circaète Jean-le-Blanc (Circaetus gallicus)
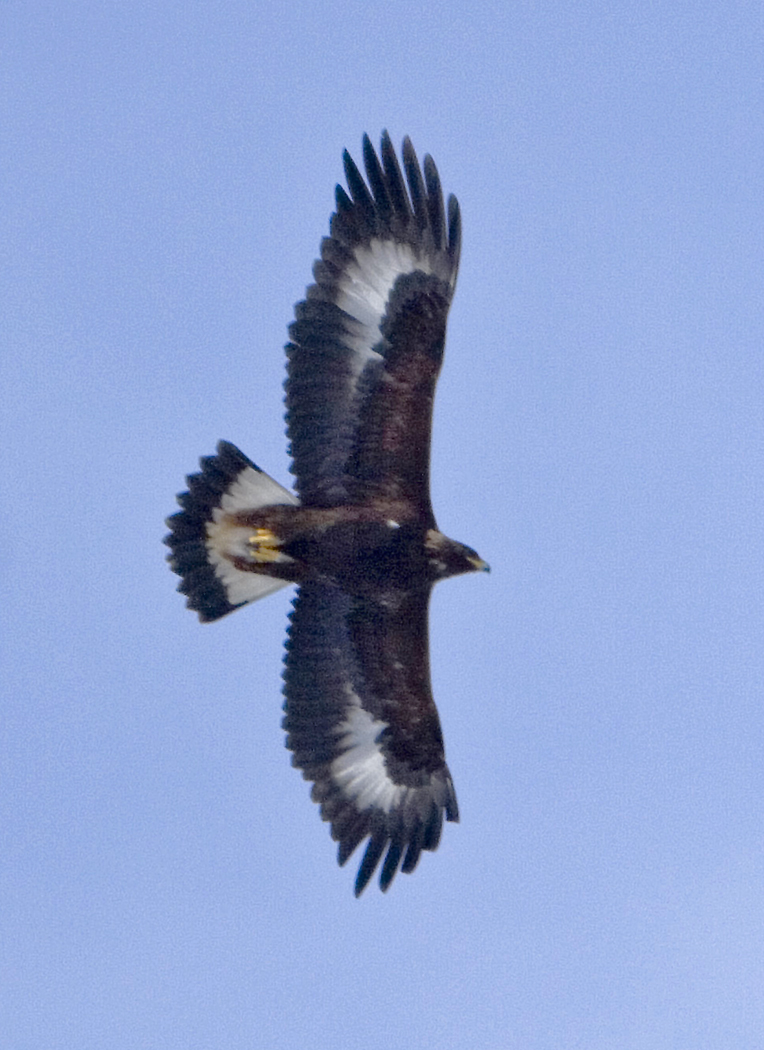
Aigle royal (Aquila chrysaetos)
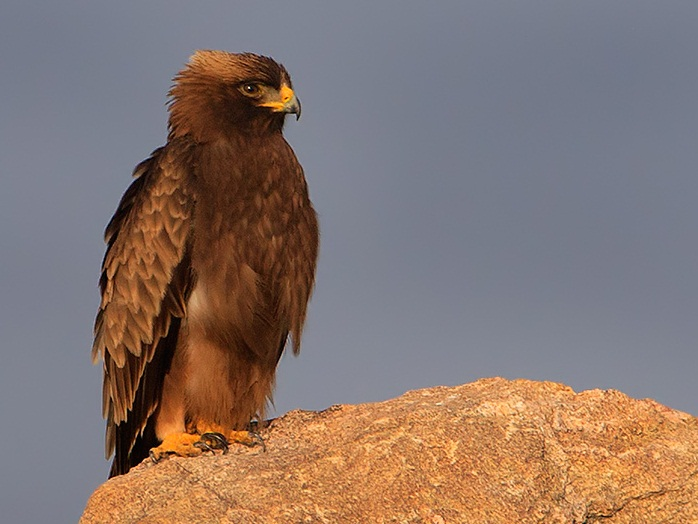
Aigle botté (Hieraaetus pennatus)
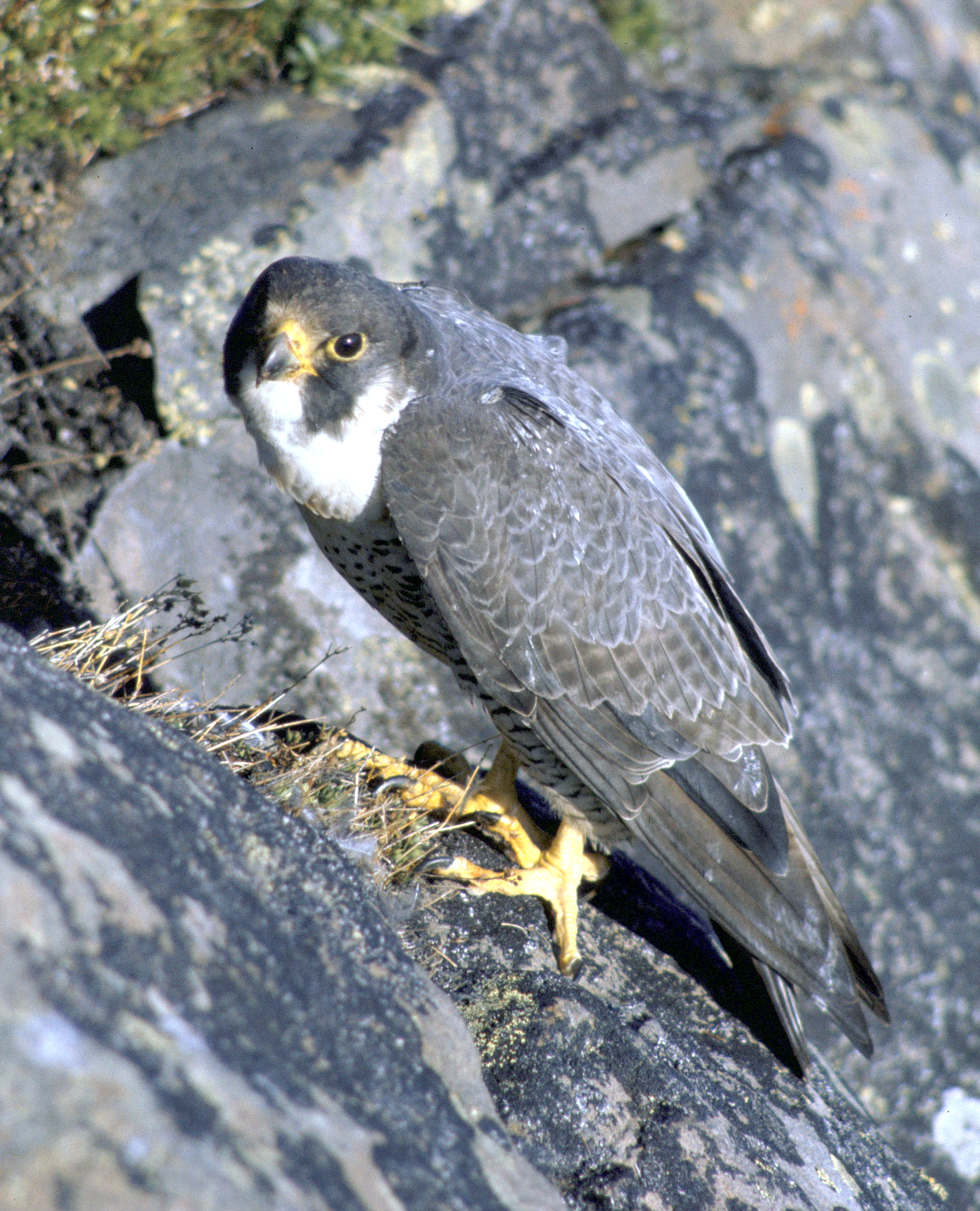
Faucon pèlerin (Falco peregrinus)
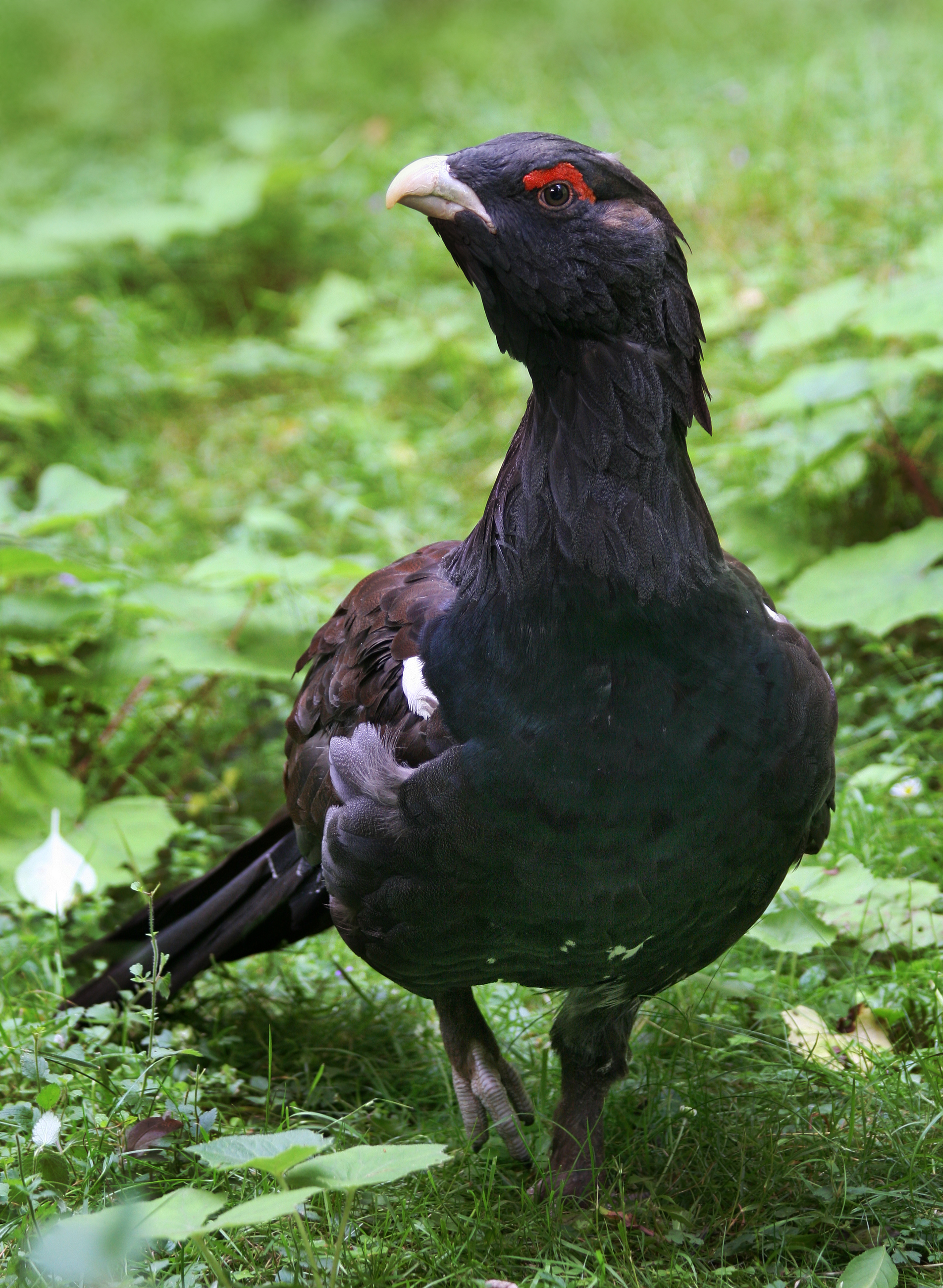
Grand Tétras (Tetrao urogallus)
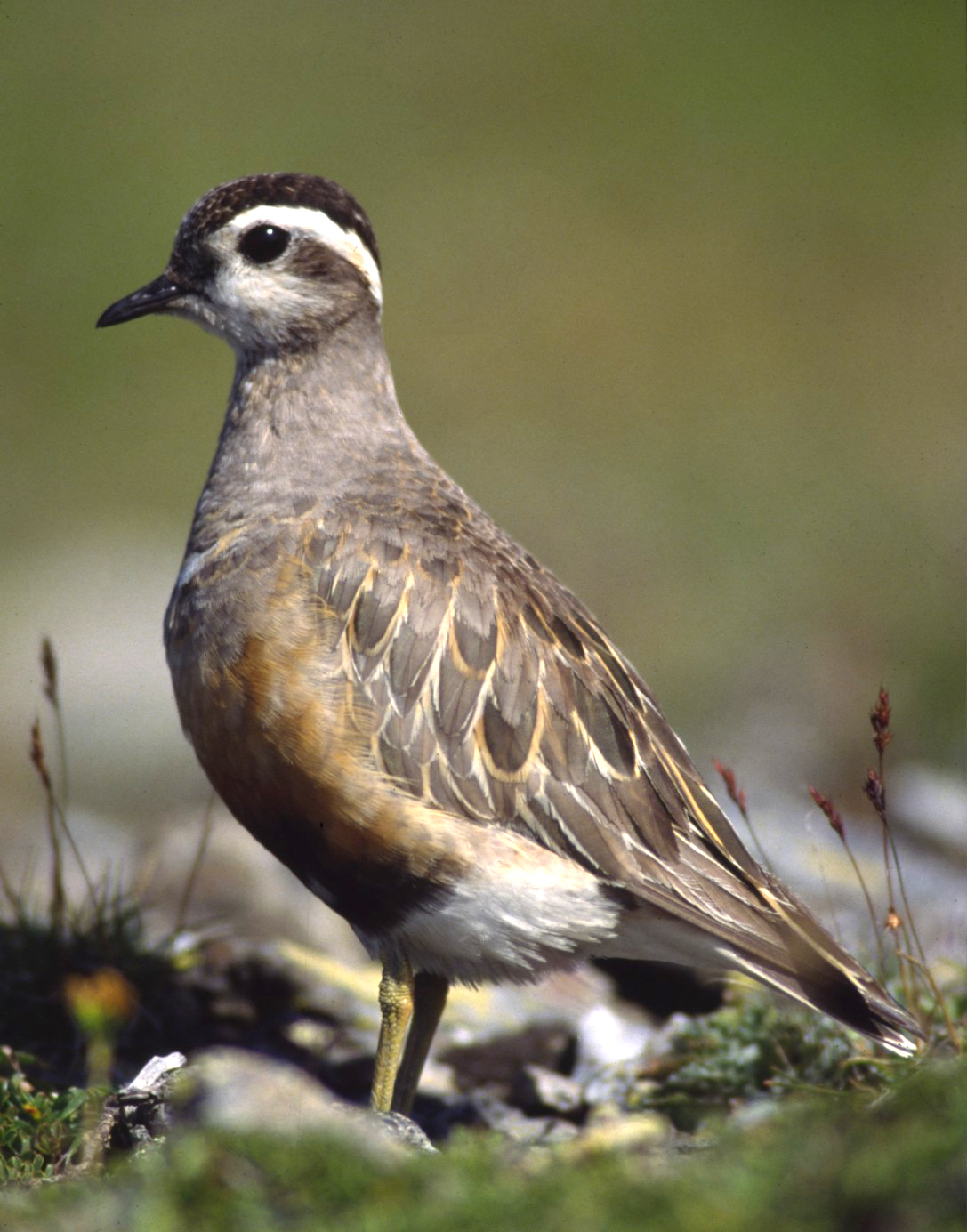
Pluvier guignard (Charadrius morinellus)
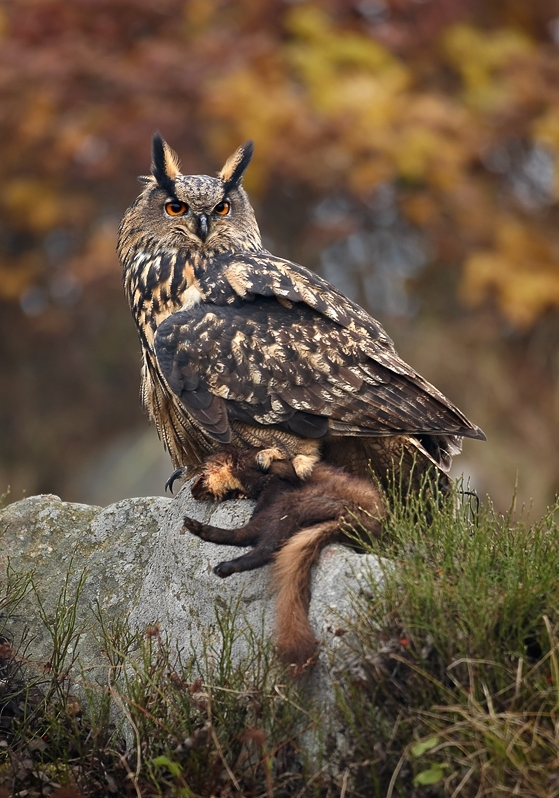
Hibou grand-duc (Bubo bubo)
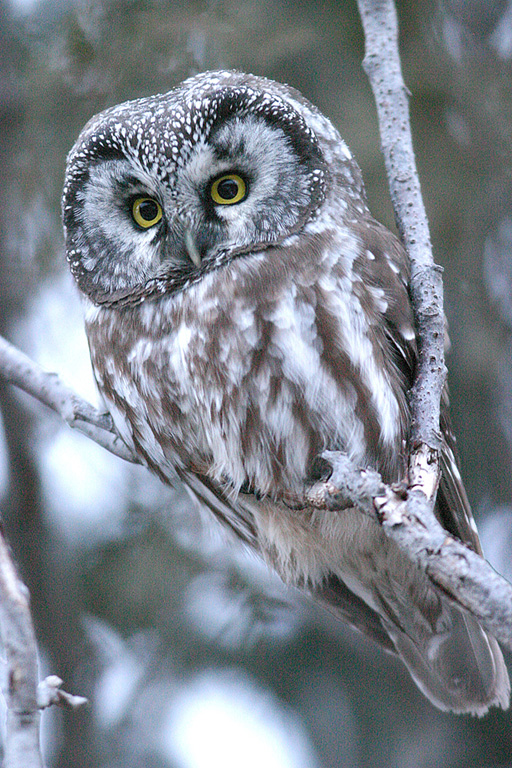
Nyctale de Tengmalm (Aegolius funereus)
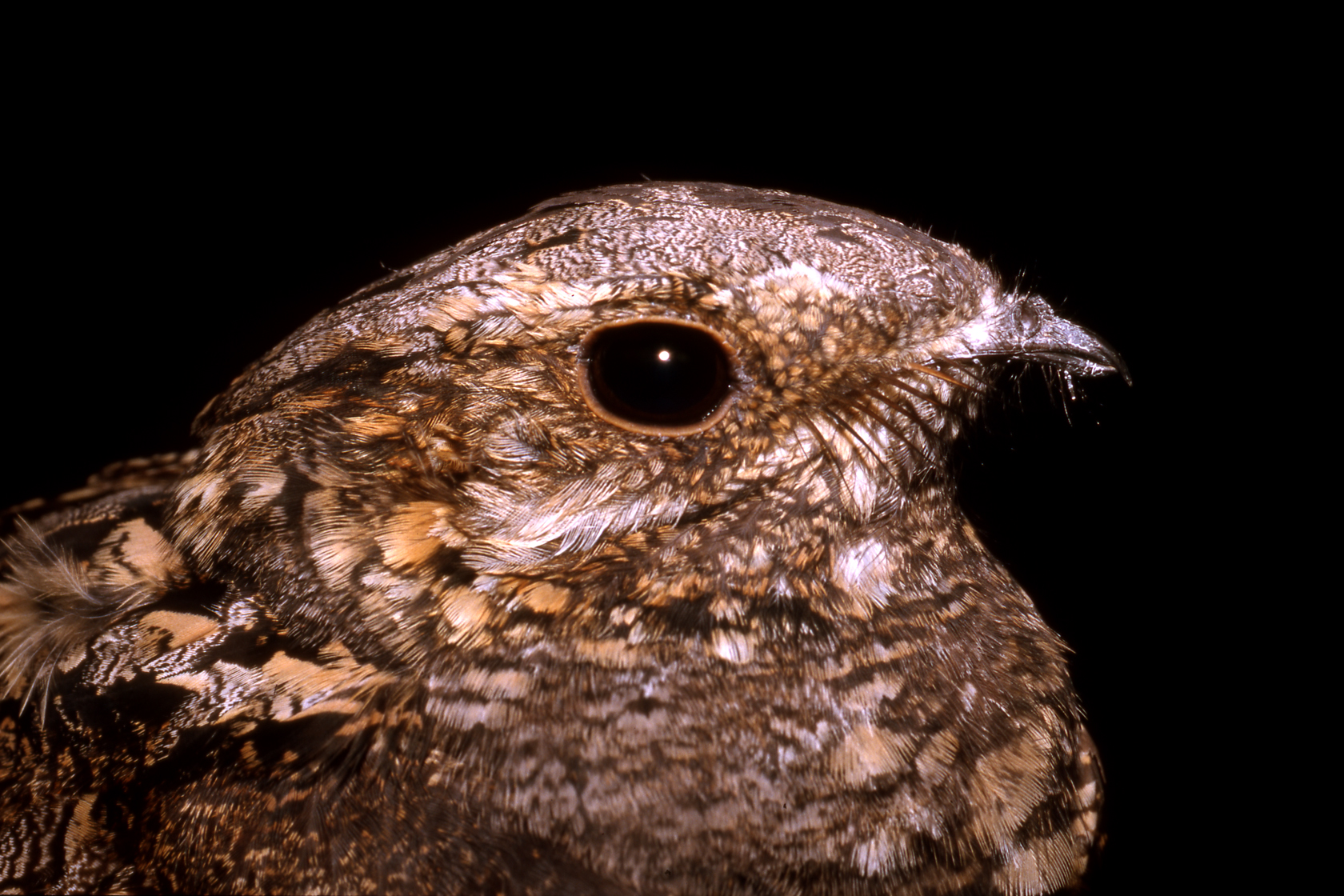
Engoulevent d'Europe (Caprimulgus europaeus)
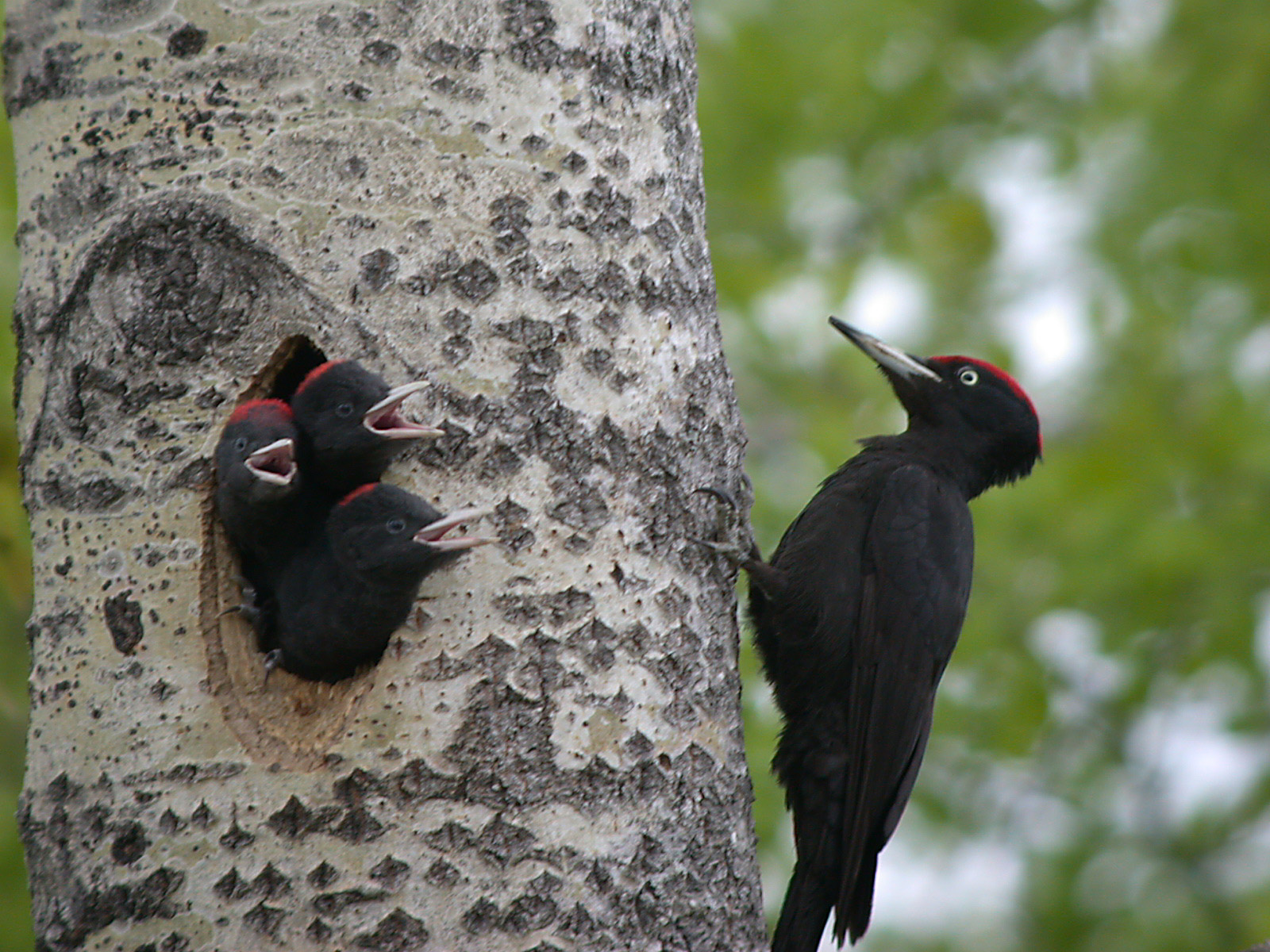
Pic noir (Dryocopus martius)
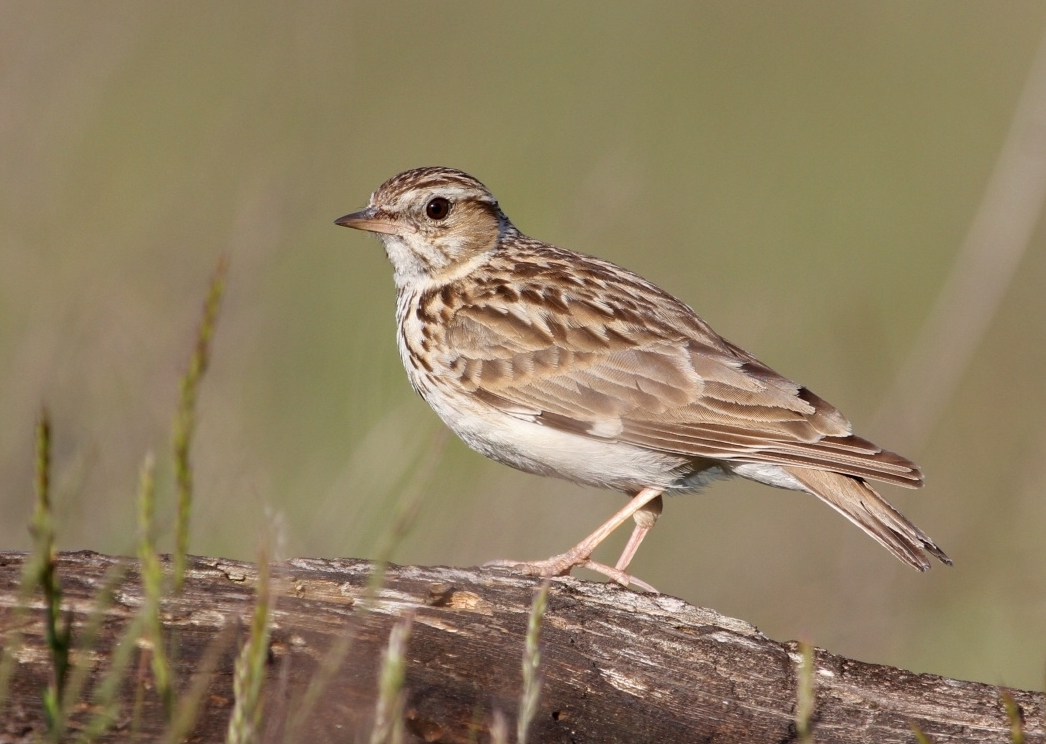
Alouette lulu (Lullula arborea)
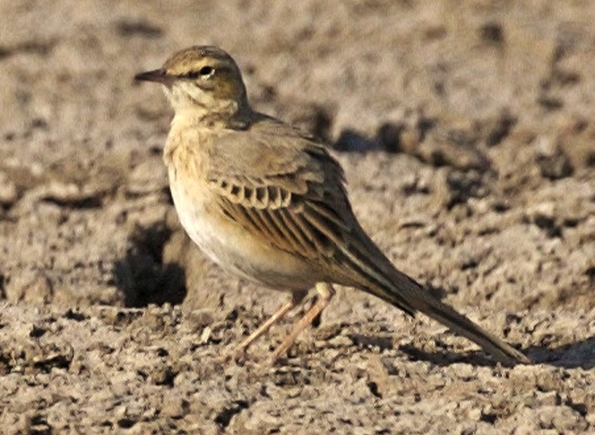
Pipit rousseline (Anthus campestris)
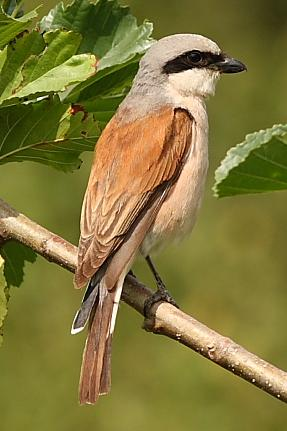
Pie-grièche écorcheur (Lanius collurio)
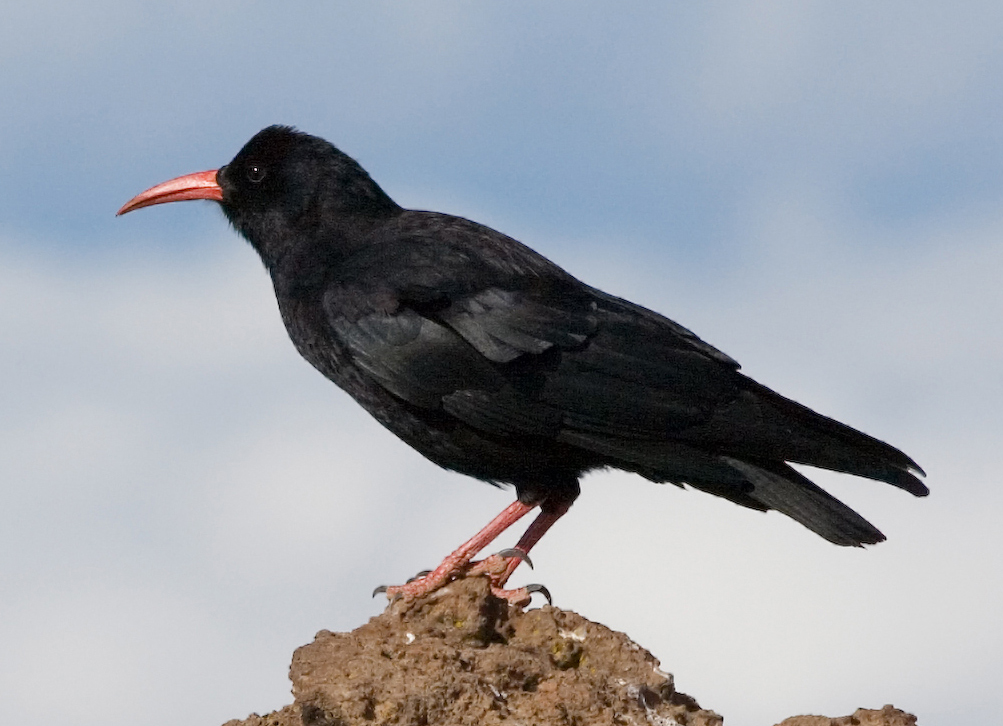
Crave à bec rouge (Pyrrhocorax pyrrhocorax)
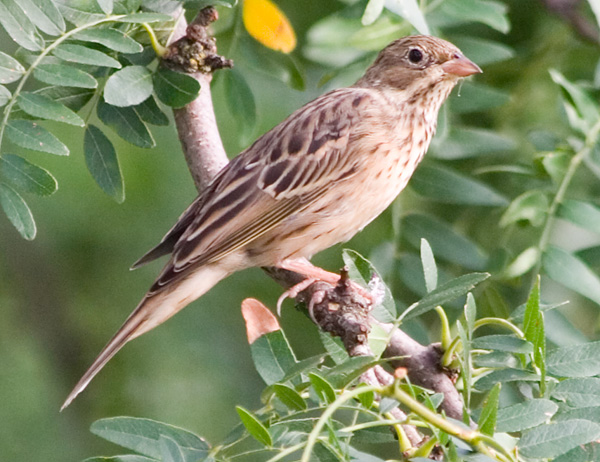
Bruant ortolan (Emberiza hortulana)
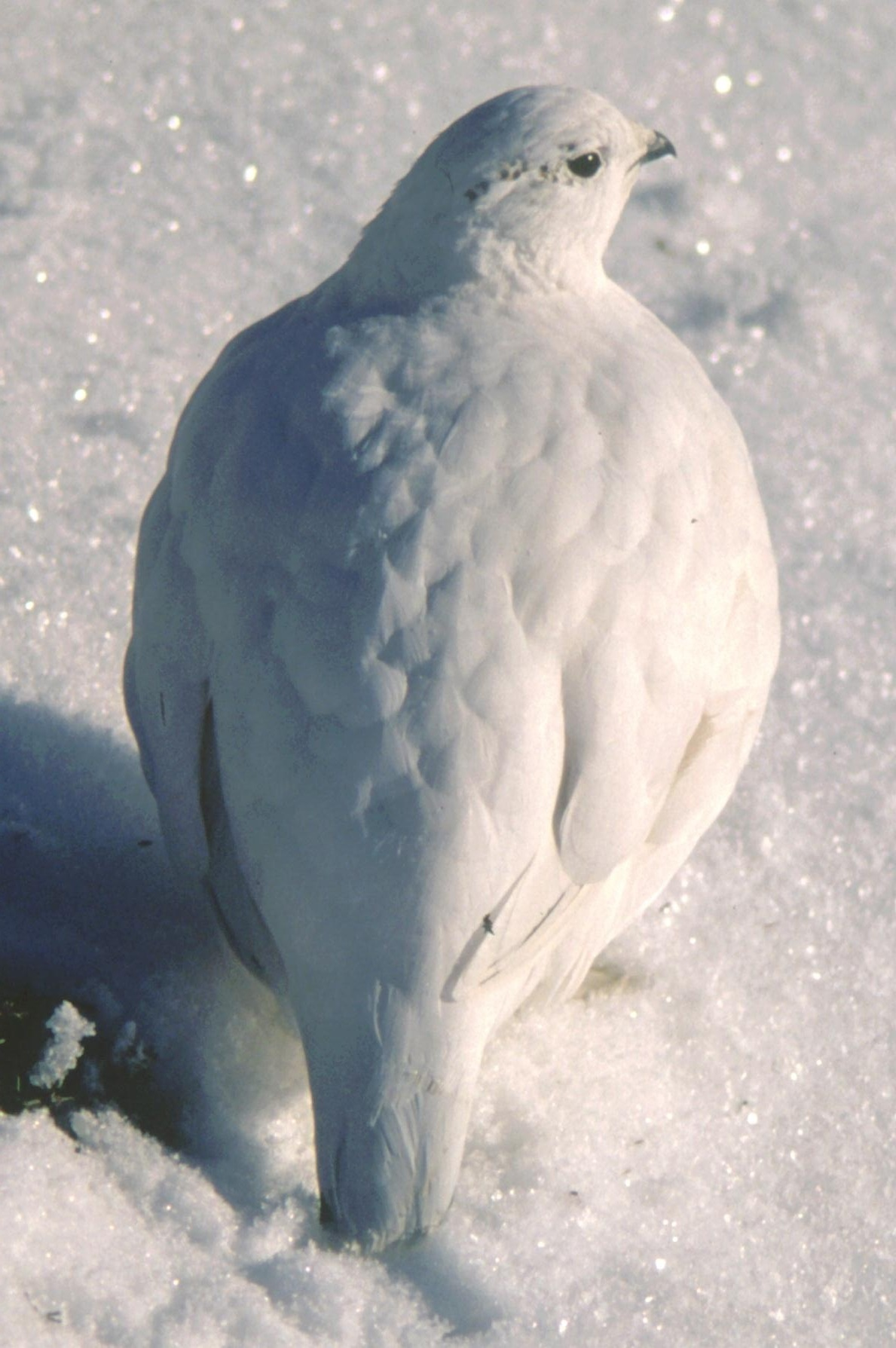
Lagopède alpin (photo de L. japonica, proche Lagopus mutus pyrenaicus)
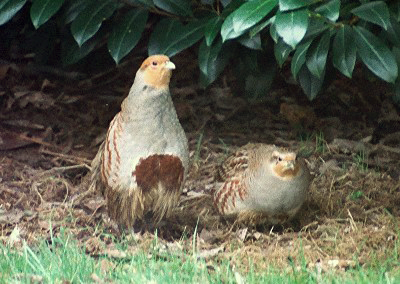
Perdrix grise (Perdix perdix hispaniensis)

Afin de protéger les frayères des truites, un arrêté préfectoral de protection de biotope réglemente des activités sur la rivière et une zone de cent mètres de large de chaque côté, entre les cascades du ras et l'estany Blau. Sont interdits, suivant ce texte préfectoral :
- « circulation de véhicules ou engins » ;
- « exécution de travaux en rivière (prises d'eau, barrages ou installations diverses), exploitation de gravières et carrières » ;
- « abandon, jet de matériaux, résidus, détritus de quelque nature que ce soit, susceptibles de nuire à la qualité des eaux et du sol ou de porter atteinte à l'intégrité de la faune ou de la flore ou bien l'alimentation, la reproduction, l'habitat et la survie des espèces présentes. En outre, toutes opérations de repeuplement dans ces secteurs seront soumises à l'avis préalable du Délégué Piscicole Régional ».

Ce texte vise à protéger une souche locale de truite fario appelée « Carança ». Elle est utilisée pour repeupler les lacs du département. Les moyenne et haute vallées sont appréciées des pêcheurs à la ligne. En aval du Ras, les truites sont abondantes, plus farouches en amont. Dans le lac principal en haute vallée, les truites peuvent atteindre plusieurs kilogrammes, mais sont difficiles à leurrer.
La présences des espèces Desman des Pyrénées, Minioptère de Schreibers (Miniopterus schreibersii) et Petit Rhinolophe (Rhinolophus hipposideros) est possible, bien que non attestée, dans les gorges de la Carançà qui constituent pour ces mammifères un habitat propice.

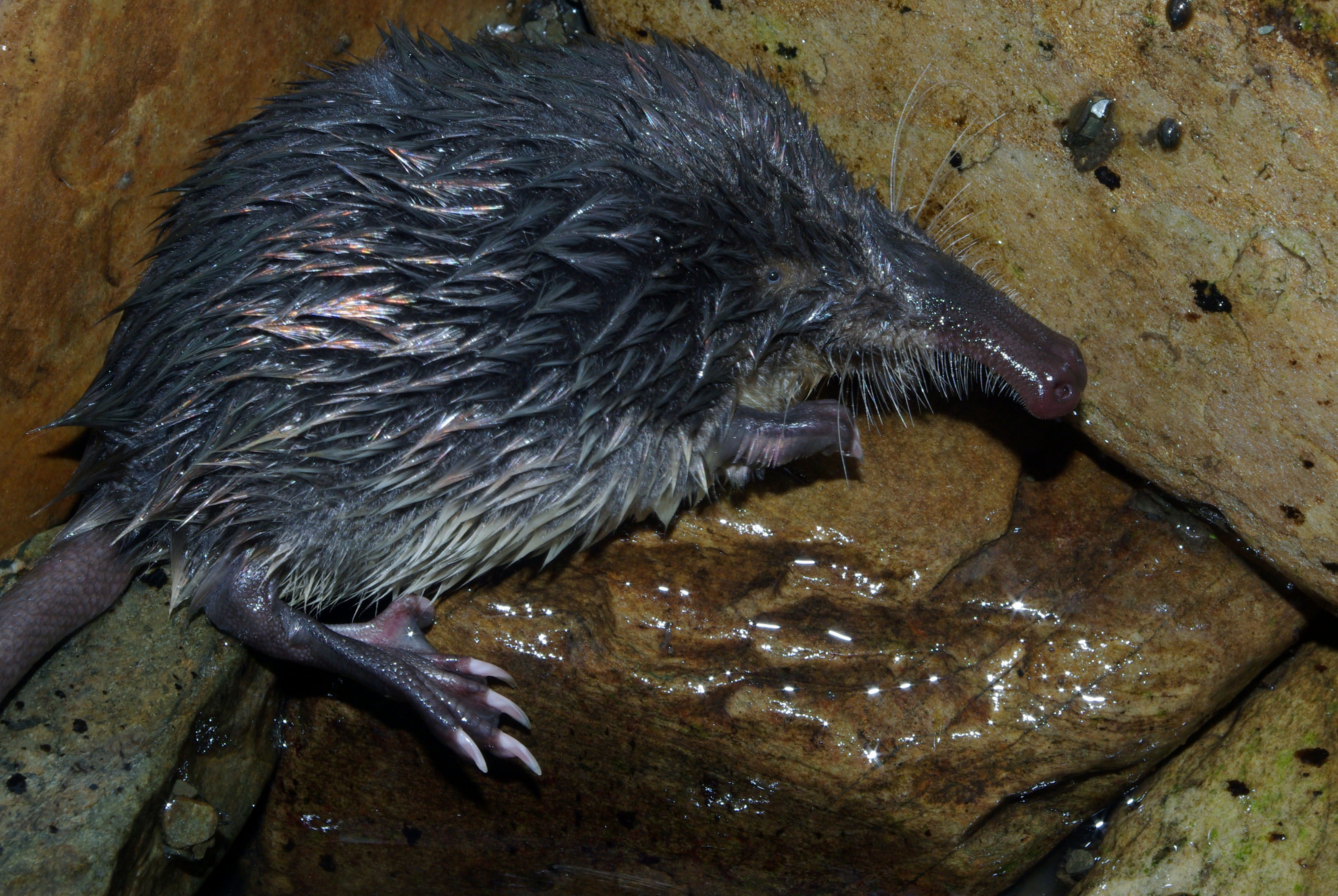
Desman des Pyrénées
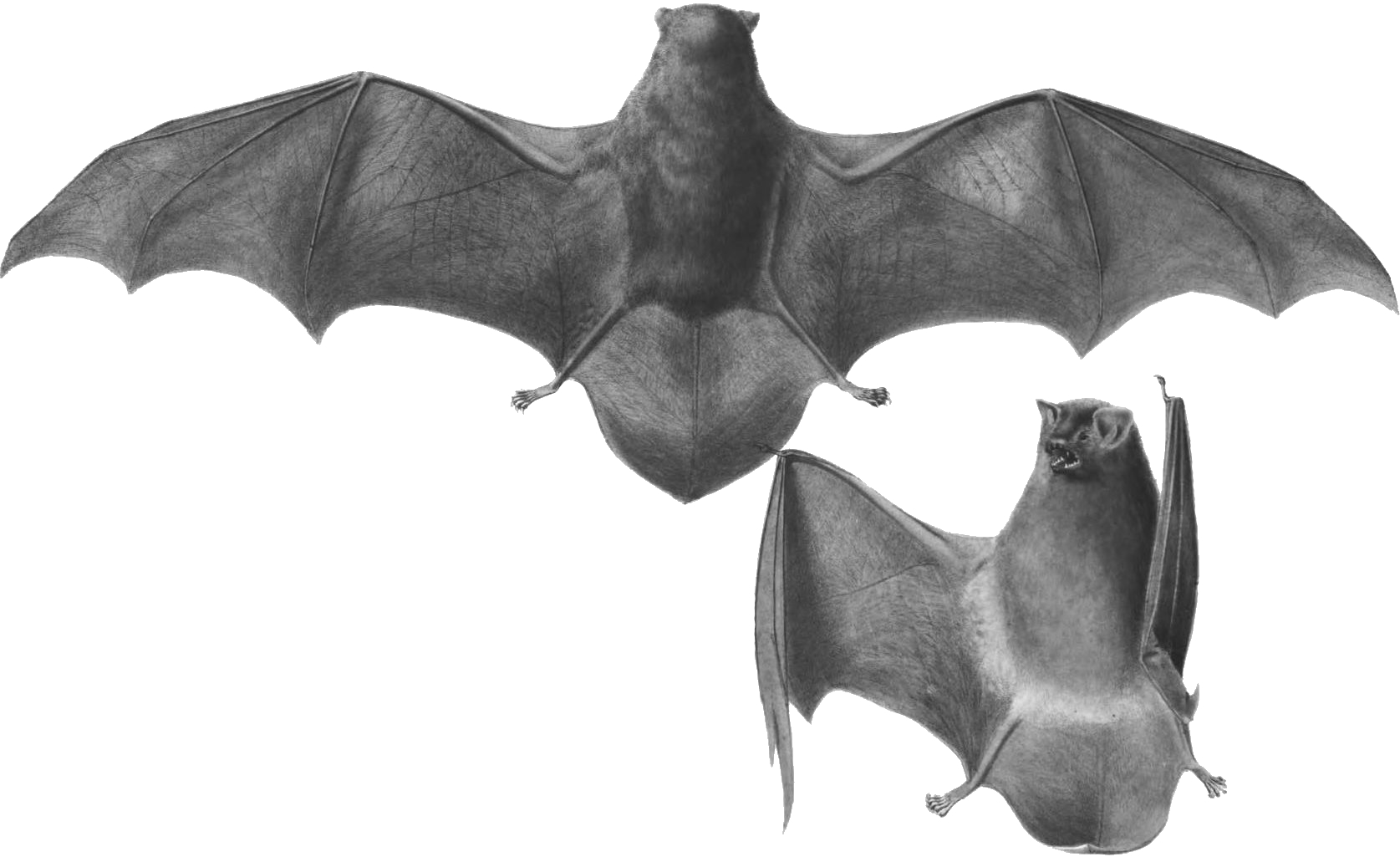
Minioptère de Schreibers
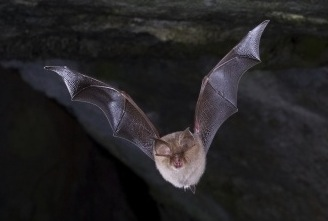
Petit Rhinolophe

### Protection
L'ensemble du bassin versant constitue une zone naturelle d'intérêt écologique, faunistique et floristique (ZNIEFF) de type 1, une partie étant également protégée au titre de la réserve naturelle régionale de Nyer. Les difficultés d'accès et l'isolement de la zone en font un refuge privilégié pour de nombreuses espèces sauvages. La vallée fait également partie du parc naturel régional des Pyrénées catalanes ainsi que de la zone Natura 2000 « Puigmal-Carança » au nom de la directive oiseaux. Enfin, les gorges sont classées au titre de la loi de 1930.

## Repères historiques
En amont des gorges, là où la vallée s'élargit, il pourrait y avoir eu un domaine agricole dès l'époque carolingienne. Les abords du confluent de la Carançà avec la Têt sont peuplés d'une villa Tobese (ou Tovese) mentionnée dans un texte de 878. Le IXe siècle connaît également un vilar de Tresvalos légèrement plus haut au-dessus du confluent. En 961, la comtesse de Conflent Ava lègue à l'abbaye Saint-Michel de Cuxa un alleu comprenant la vallée de Prats Balaguer. La délimitation de ses terres indique qu'elle comprend notamment les villages de Llar, Fetges et ipsa serra qui est ultra Karançano (cette chaîne de montagne qui est au-delà de Karançano).
Au milieu du XIVe siècle, un moulin à eau faisant fonctionner une scierie est bâti dans les gorges de la Carançà. Le bois issu de la forêt de la basse vallée est à cette époque l'une des principales sources de revenus de la viguerie de Conflent. Cette forêt fait partie du domaine royal tout en étant inféodée à l'abbaye Saint-Michel de Cuxa.
En 1814, un gisement de cuivre est découvert près de l'estany de Carançà. Des recherches ponctuelles sont effectuées sur ce site jusqu'en 1823, puis de 1836 à 1840 avant d'être abandonnées faute de résultats.
La vallée de la Carança est visitée par des naturalistes. En 1834, Joseph Farines la considère comme « une des plus riches localités de nos Pyrénées sous le rapport botanique ». Il y recense 150 espèces de plantes.
Dès le début du XIXe siècle, les poèmes d'Antoni Jofre rapportent la désolation de la vallée, qui est décrite en 1900 comme « remarquable par l'absence de toute habitation et même de toute culture ».

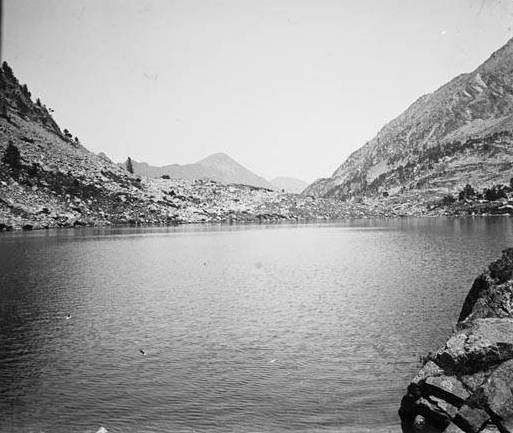
L'estany de les Truites en 1909.

En 1886, Jacint Verdaguer publie son poème épique en douze chants : Canigó, considéré comme le chef-d'œuvre de la Renaixença catalane. Le huitième chant, le seul à prendre le nom d'un lieu, est intitulé la Fossa del Gegant.
Avant que l'exode rural ne vide la région de la plupart de ses habitants, un bétail nombreux venu de Fontpédrouse et Prats Balaguer vient paître en été les hautes pelouses de la Carança et de la Riberola, sous la garde d'un vacher communal choisi par le conseil municipal. Le nombre de bêtes paissant sur l'ensemble de la commune de Fontpédrouse, étudié sur la période allant de 1876 à 1993 par Claude Cortale, connait sa période la plus faste avant la Première Guerre mondiale. Il dénombre jusqu'à 4280 moutons en 1883, 475 vaches en 1912, le nombre de chevaux ne dépassant jamais la trentaine. L'effectif total ne dépasse plus guère les 800 en 1992.
La cova del Ras est bâtie en 1895. Les travaux sont entamés par un jeune homme de Prats Balaguer, qui doit ensuite partir effectuer son service militaire et voit la cabane finie à son retour. À la même période est construite la cova de la Bassa pour remplacer une autre cabane, en bois, détruite par un incendie qui a causé la mort du berger qui l'habitait. Les cabanes de la coma Mitjana et de la coma dels Bacivers sont également construites à la fin du XIXe siècle, toutes deux par un dénommé Jean Llagonne. Toutes les quatre sont propriété de la commune de Fontpédrouse dès l'origine,.
Les gorges deviennent un site classé le 30 juin 1927, pour leur aspect pittoresque.
Vers 1930, un barrage de 21 m de haut destiné à relever l’estany de Carançà, voire l'estany Negre, est envisagé, afin de profiter de la forte pente, pour approvisionner les mines de cuivre de Canaveilles et pour l'irrigation. Devant le coût des travaux, le projet est abandonné. Les travaux de construction du barrage et de la prise d'eau sont entamés en 1943. C'est à cette occasion, pour transporter le matériel et les pierres, que le chemin en corniche des gorges et la galerie amenant les eaux à la centrale hydroélectrique sont percés. L'usine hydroélectrique de Thuès est mise en service en 1946.
En 1984 est lancée la ronda de la Carançà, une course à pied de montagne qui consiste en une boucle partant de Prats Balaguer et passant par le puig Rodon, le pic Gallinàs et coll Mitjà.
L'accès touristique aux gorges est amélioré dans les années 1990.

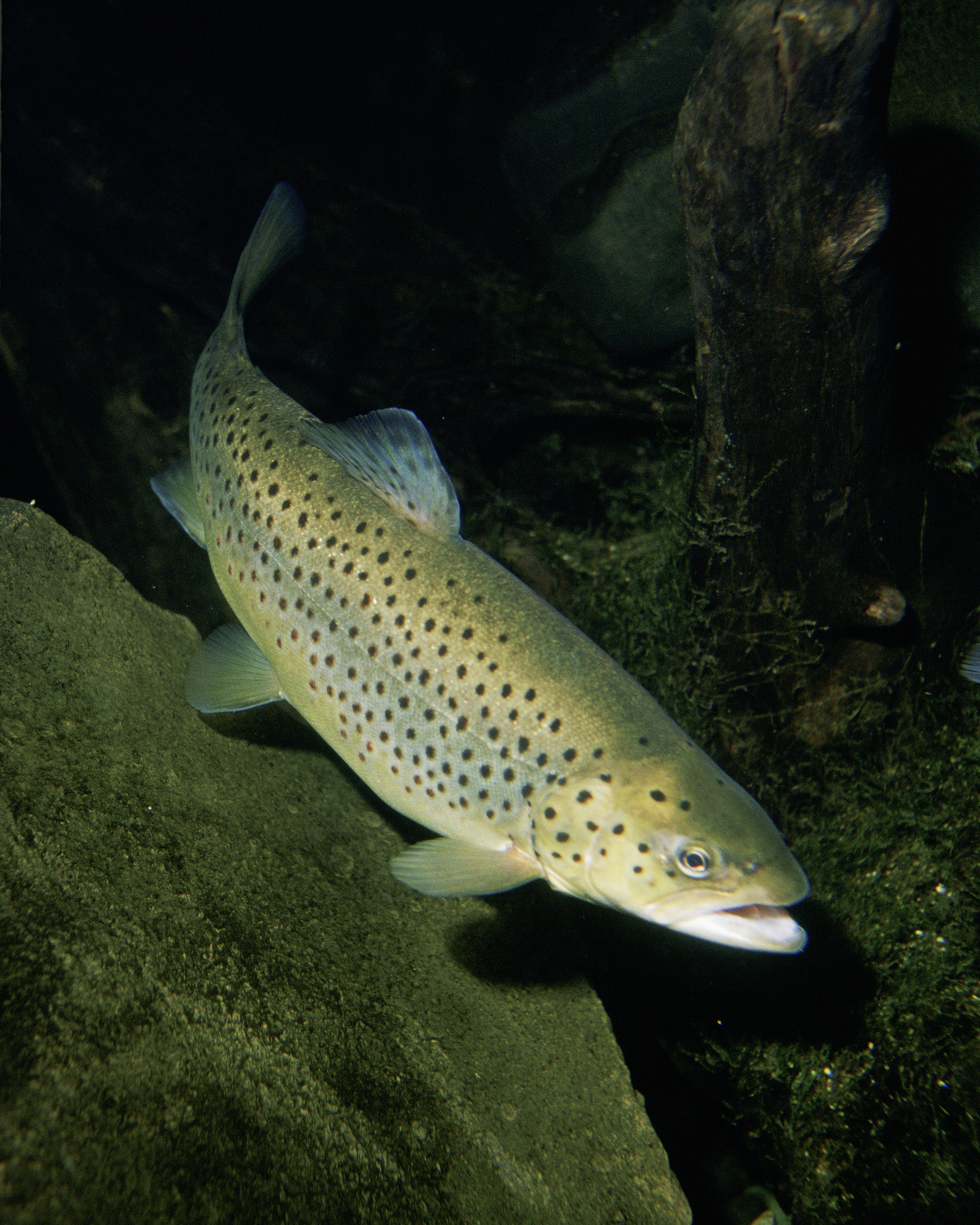
Salmo trutta

L'arrêté préfectoral protégeant la rivière et ses truites est publié en 1991. Le site Natura 2000 Puigmal-Carança est créé en 2006. Au XXIe siècle, la pression touristique croissante constitue une menace pour les milieux naturels,. Depuis 2015, des populations de truites sauvages sont réintroduites dans la rivière pour lutter contre l'invasion de poissons de souche domestique. De mai 2019 à mai 2020, des travaux sont entrepris dans les gorges par divers organismes : purge de la paroi, installation d'un nouveau pont par l'ONF et construction d'un bâtiment par la SHEM. Cela entraîne la fermeture au public de l'accès à la corniche pendant un an.

## Littérature et légendes

### Légendes
Dans les Pyrénées, les toponymes évoquant des géants sont souvent liés à la légende de Roland, lui-même assimilé à un géant, et à des dolmens qui auraient été bâtis par ce chevalier. Ainsi, Joan Amades attribue le toponyme de la fossa del Gegant à un dolmen qui aurait été détruit par des bergers s'attendant à y trouver un trésor. Pour Jean Abélanet, cette interprétation est une confusion avec un autre lieu ; les légendes auxquelles se réfèrent ces toponymes gigantesques sont définitivement perdues.
Une autre légende appelle à se méfier de l'étang de la Carança, autrement nommé estany de les Truites et bien connu pour abriter de très gros spécimens. Ces truites seraient en fait des sorcières (bruixes) ou des poissons ensorcelés. On raconte qu'elles ont la capacité de s'échapper de la poêle à frire dans laquelle on les a déposées pour les cuisiner. Elles bondissent alors et s'enfuient par la cheminée de la maison du pêcheur.
Le promeneur désœuvré, craignant de pêcher, ne devra pas davantage lancer des pierres dans ce lac pour tromper son ennui : cela déclencherait de terribles orages de grêle. Comme l'indique le nom de la voisine coma de l'Infern, tout le haut de la vallée de la Carança est soumise au Diable et à ses suppôts.

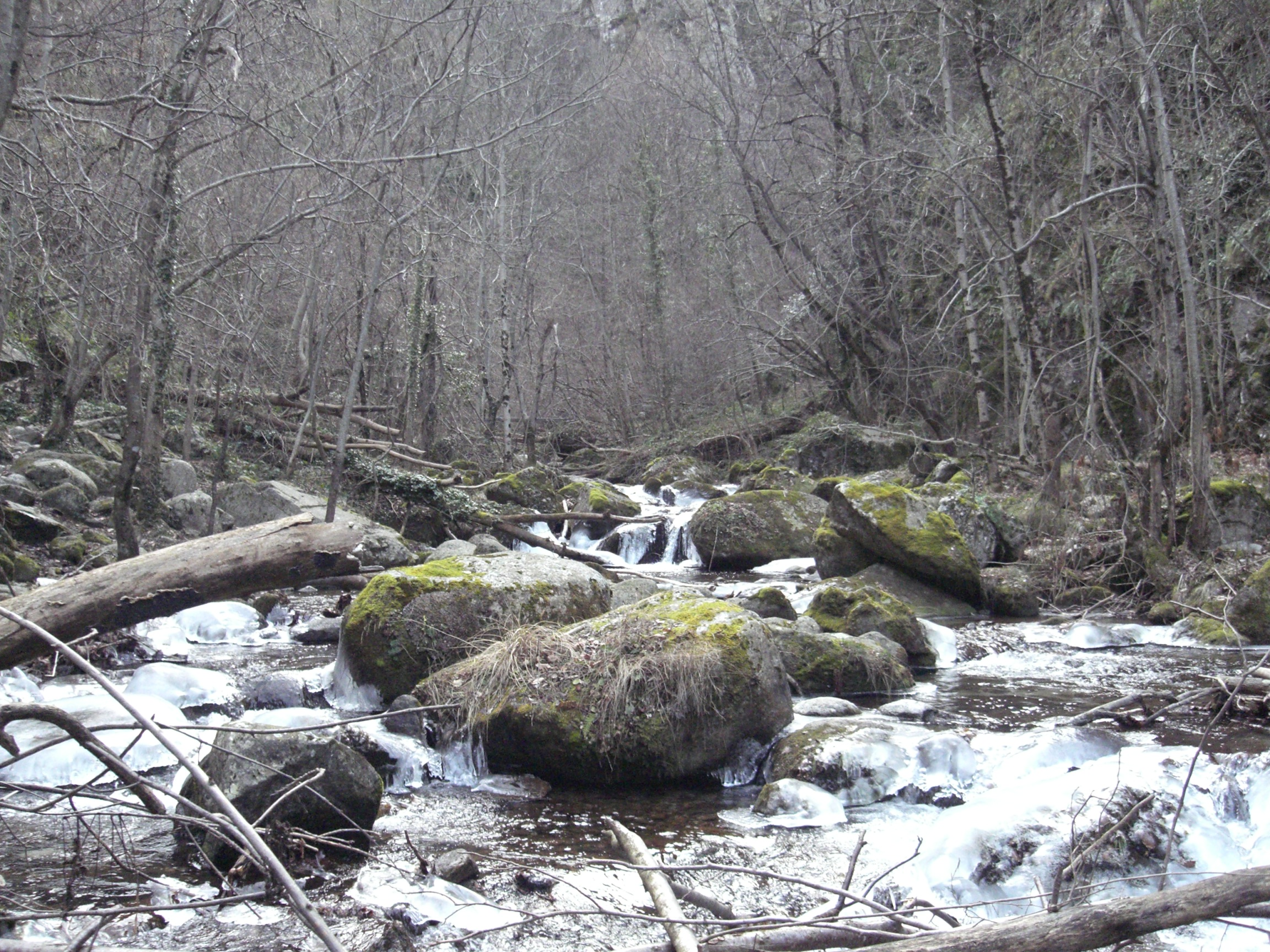
Torrent de la Carança au niveau des gorges.

C'est ainsi que la Carança et la rivière voisine et également maudite de Cady apparaissent en second plan dans une légende de fondation de l'ermitage Saint-Guillem de Combret, situé de l'autre côté du massif du Canigou : vers l'an 600, les montagnes du Canigou étaient peuplées d’encantades (fées) qui vivaient dans un palais situé dans la vallée du Cady. Personne ne pouvait entrer dans cette vallée protégée par un dragon. Lorsque les fées lavaient leur linge, la montagne se couvrait de gros nuages noirs et des tempêtes de grêle s'abattaient sur toute la région et les régions avoisinantes du Roussillon et de l'Empordà. Aucun humain ne pouvait vivre dans ces contrées désolées. À cette époque, un saint homme nommé Guillem, cherchant à se retirer du monde, gravit les montagnes afin de trouver un endroit où s'installer. Cela provoqua la colère des fées qui déclenchèrent des cataclysmes : tempêtes, incendies, tremblement de terre. Saint Guillem poursuivit son chemin et parvint jusqu'aux abords de la vallée interdite, où il fut attaqué par le dragon. Le saint voulut d'abord s'enfuir, mais fut aidé par un ange qui lui donna une épée. Saint Guillem affronta alors le dragon et le vainquit, le faisant tomber dans un précipice, ce qui mit les fées en fuite. Elles se réfugièrent dans les vallées reculées du Cady ou de la Carança, ce qui permit à Guillem de fonder son ermitage.

### Littérature
Ces légendes ont été reprises par des poètes et écrivains, souvent inspirés par la désolation ou la grandeur de ces lieux.
Selon les dires de l'écrivain français du XIVe siècle Jean d'Arras, l'estany de Carançà abriterait en son fond une mine d'or. Jean d'Arras tiendrait ses informations de Bernat de So, vicomte d'Évol. Il se dit également que des géologues sont venus fouiller les abords du lac au début du XXe siècle pour trouver de l'or, au lieu-dit roca endorada (« la roche dorée ») puis sont repartis sans que personne sache ce qu'ils ont trouvé. Il y a bien eu des prospections à cet endroit, mais durant la première moitié du XIXe siècle et la recherche concernait du cuivre selon les comptes rendus des ingénieurs.
Émile Pouvillon (1840-1906), dans son ouvrage posthume Terre d'Oc paru en 1908, écrit :
« Des croupes désolées, un chapelet d'étangs vaseux ; le lac de Carençà enfin ; à peine un lac, une cuvette d'eau sombre, au fond d'un entonnoir que ferme un hémicycle de montagnes. C'est la fin de la vallée, la fin du monde. Pas un arbre, pas une broussaille en perspective, pas la plus légère trace de vie végétale ou animale. L'herbe est morte, l'homme est absent, la montagne elle-même n'est plus qu'un squelette en décomposition, rongé par les éléments. Le soleil a calciné l'herbe, exilé les troupeaux ; il chauffe en incendie le cirque des rochers qui flambent avec le pétillement des micaschistes, comme du minerai en fusion. Et cet éclat sur cette laideur, c'est plus de laideur encore. Fouillé jusqu'aux derniers plis, illuminé jusqu'aux moindres reliefs, ce désert de pierre prend une expression de néant tragique. »
En cela, il rejoint le poète arlésien de langue catalane Antoni Jofre (1801-1864) qui, dans son long poème Les bruixes de Carançà (les Sorcières de Carançà), narre les mésaventures qui lui sont supposément arrivées après qu'il a, malgré les avertissements de bergers, lancé des pierres dans l'étang de la Carançà. Il en donne une description tout aussi peu engageante :
| Catalan. « L'estany de Carançâ !… res al mon de mes trist ! Môlts son desencantâts desprès de l'haver vist. Las congestas de neu, profundas, infusibles ; Uns precipicis alts à l'home inaccessibles ; Montanya sens verdura y tenint front palât ; Pas un aybre, una flor, un bri d'herba plantât ; Ninguna trassa humana, un de'sert en pobresa, Tôt vos serra lo cor y vos dona tristesa, S'aparten los remâts d'aqueix lloch de horrors ; La miseria y la'fam y derraman llurs plors. » | Français. L'étang de Carançà !… Rien au monde de plus triste ! Nombreux sont déçus après l'avoir vu. Les congères, profondes, ne fondent jamais ; Des précipices abrupts, inaccessibles à l'homme ; Une montagne sans verdure, au front pelé ; Pas un arbre, pas une fleur, pas un brin d'herbe planté ; Aucune trace humaine, un désert de pauvreté ; Tout vous serre le cœur et vous emplit de tristesse, Les troupeaux s'écartent de ces lieux d'horreur ; La misère et la faim y répandent leurs pleurs. |

Le poème épique Canigó de Jacint Verdaguer (1886), censé se dérouler au XIe siècle, raconte notamment la lutte des comtes catalans Guiffré et Taillefer contre les Maures dans l'Est des Pyrénées. La Carança n'y apparait qu'une fois, mais à un moment crucial. Au chant VIII, alors que Taillefer est gravement blessé et que la lutte fait rage :
| Catalan. « Lo comte és de Cerdanya, los camins sap, Los camins de les cabres i dels isards ; Enfila una drecera, vers Carrançà, Com si giràs les aigües per recular. Tot seguit l'avantatge los ha seguat I al creure'l ells darrera los surt davant. » | Français. Le comte [Guiffré] est de Cerdagne, il connait les chemins, Les chemins des chèvres et des isards ; Il prend un raccourci, vers Carança, Comme s'il voulait contourner les eaux pour reculer. S'ensuit l'avantage, On le croit à l'arrière, il surgit à l'avant. |

Un combat singulier a lieu entre le comte Guiffré et le Maure géant nommé Gedhur. Guiffré est vainqueur. Le chant VIII s'achève ainsi :
| Catalan. « D'ençà que el moro hi queia, fa nou-cents anys, Bé hi deixaren exèrcits petjagolall, Passant-hi a rufagades, a foc i sang ; Bé n'hi passaren d'óssos, cabres i isards, D'estiues amb ses tempestes i pedregams, D'hverns amb ses nevades, torrents i allaus, IÍ encara es diu la Fossa, la del Gegant. » | Français. Depuis que le Maure est tombé, il y a neuf cents ans, Bien des armées ont foulé ce sol, Ravageant, mettant tout à feu et à sang ; Bien des ours, des chèvres et des isards sont passés par là, Bien des étés, avec leurs orages et leur grêle, Bien des hivers avec leurs neiges, leurs torrents et avalanches ; Et toujours ce lieu est appelé la Fosse, la Fosse du Géant. |

Au XXe siècle, la vallée se fait plus riante. Armand Lanoux, dans Le Berger des abeilles (1974), évoque la Résistance dans les Pyrénées-Orientales. Lorsqu'un personnage pénètre dans la vallée, « la découverte est magnifique », c'est « un extraordinaire canon verdoyant semé de blocs où l'eau dévale ».

#### Note
1. 1 2 3  Traduction libre.